# Kaliningrad
Pour la ville avant la Seconde Guerre mondiale, voir Königsberg.
Pour la ville de l'oblast de Moscou anciennement appelée Kaliningrad, voir Korolev.
Ne doit pas être confondu avec Kalinine, le nom soviétique de Tver.
Kaliningrad (en russe Калининград, prononcé [kəlʲɪnʲɪnˈɡrat]), connue jusqu'en 1946 sous le nom de Königsberg (en allemand Königsberg ; en polonais Królewiec ; en lituanien Karaliaučius), est une ville d'importance d'oblast et la capitale de l'oblast de Kaliningrad, une exclave russe située entre la Pologne, la Lituanie et la mer Baltique. Située à environ 663 kilomètres à l'ouest du territoire principal de la Russie, sur la Pregolia, au nord de la lagune de la Vistule, elle est le seul port russe libre de glace sur la mer Baltique.
Kaliningrad est la deuxième plus grande ville du district fédéral du Nord-Ouest (après Saint-Pétersbourg), la troisième plus grande ville de la région baltique et la septième plus grande ville de la mer Baltique. Sa population s'élevait à 490 449 habitants en 2021 et ce nombre est multiplié par deux en prenant en compte son agglomération.
Plaque tournante majeure du transport, dotée de ports maritimes et fluviaux, la ville abrite en outre le quartier général de la flotte de la Baltique de la marine russe et constitue l'un des plus grands centres industriels de Russie. Elle a été considérée comme la meilleure ville de Russie en 2012, 2013 et 2014 dans le magazine Kommersant The Firm's Secret, la meilleure ville de Russie pour les affaires en 2013 selon Forbes et a été classée cinquième dans l'Indice de qualité de l'environnement urbain publié par Minstroï en 2019. Kaliningrad a été une zone d'attraction migratoire interne majeure en Russie au cours des deux dernières décennies, et a été l'une des villes hôtes de la Coupe du Monde de la FIFA 2018.

## Géographie

### Localisation
Königsberg, édifiée sur l'estuaire de la Pregolia (Pregel, en allemand), occupe les deux berges de ce fleuve, ainsi qu'une île centrale, le Kneiphof. Le port est naturellement séparé de la mer Baltique par une presqu'île, la Sambie (Samland), fermant la lagune de la Vistule. Un canal de 43 km de longueur, le canal maritime de Kaliningrad (de), relie la ville au port maritime de Baltiisk (Pillau). Par voie de terre, Berlin se trouve à environ 650 km de cette ancienne capitale de la Prusse. La presqu'île de Sambie est très fréquentée l'été en raison de ses stations balnéaires : Zelenogradsk (Cranz), Svetlogorsk (Rauschen), Iantarny (Palmnicken) et Pionerski (Neukühren).
Kaliningrad est située à 1 130 km à l’ouest de la capitale russe Moscou, tandis que la capitale d'un sujet russe la plus proche, Pskov, est à 800 km. Malgré sa distance avec les villes russes, elle est proche de nombreuses capitales européennes : à 350 km de Varsovie en Pologne et de Vilnius en Lituanie, et à 390 km de Riga en Lettonie. La ville est située à 550 km de Minsk en Biélorussie, à 600 km de Berlin en Allemagne, à 650 km de Stockholm en Suède, et à 680 km de Copenhague au Danemark.

### Localités limitrophes
| Lioublino, Ossen, Kotelnikovo, Droujnoïe                 | Kholmogorovka, Orlovka                    | Bolchoïe Derevenskoïe, Gourievsk, Novy                       |
| Spasskoïe, Vesselovka                                    | Kaliningrad                               | Vasilkovo, Issakovo, Bolchoïe Issakovo, Zaoerié, Pribrejnoïe |
| Lagune de la Vistule, Chosseïnoîe, Laskino, Novo-Dorojni | Dorojnoïe, Louji, Novoïe Lesnoïe, Droujni | Maloïe Lougovoïe, Lougovoïe Novoïe, Rochtchino               |

### Géologie et relief
Géologiquement, le territoire de la ville est situé dans la partie occidentale du bouclier russe ainsi qu'en la partie sud-ouest de la synéclise baltique. Le bouclier de Fennoscandie se situe au nord et à l'ouest de la ville et de sa région.
La structure de la synéclise baltique est composée de dépôts sédimentaires du Paléozoïque, du Mésozoïque et du Cénozoïque, qui sont tous recouverts de moraines, principalement du Pléistocène moyen et supérieur. Les dépôts du Silurien (Paléozoïque) et du Dévonien (Paléozoïque) sont les plus épais, respectivement jusqu'à 1 000 m et 400 m.
Le relief moderne du territoire de la ville s'est formé géologiquement à la suite de la dernière période glaciaire. Un plateau morainique, avec des sables, argiles, graviers, s'est formé sur la majeure partie du territoire en remplissant une plaine d'épandage. Le plateau morainique, qui était d'une hauteur de 50 à 100 mètres à l'origine, a ensuite été disséqué par le système hydrologique du Pregel lors de la déglaciation.
Les reliefs du territoire se répartissent concernant la formation en 3 types : dépôt et dépôt-abrasion ; abrasion ; et dénudation-dépôt. Les plus courants sont ceux de dépôts abrasion et de dépôts, qui comprennent les reliefs de moraine et les dépôts de tourbières par exemple. La majeure partie du territoire est caractérisée par un relief vallonné, composé de dépôts de moraines, excepté dans une zone à l'est où se trouvent les collines de Kama ainsi qu'au sud-ouest. Le sud-ouest, qui est adjacent à la lagune de la Vistule, est une plaine alluviale plate avec des dunes, périodiquement inondée par les eaux de la lagune. Sur les rives du Pregel se trouve un relief érodé par la rivière, qui est une plaine inondable et des marécages.
Le relief de la ville est constitué de plaines, excepté dans la partie nord-est, haute de 25 à 50 mètres. Les altitudes absolues vont en général de 10 à 30 mètres, et diminuent au fur et à mesure que l'on s'approche de la baie. Certaines zones de la côte de la lagune, basses et marécageuses, ne dépassent pas les 2 mètres d'altitude.

### Hydrographie

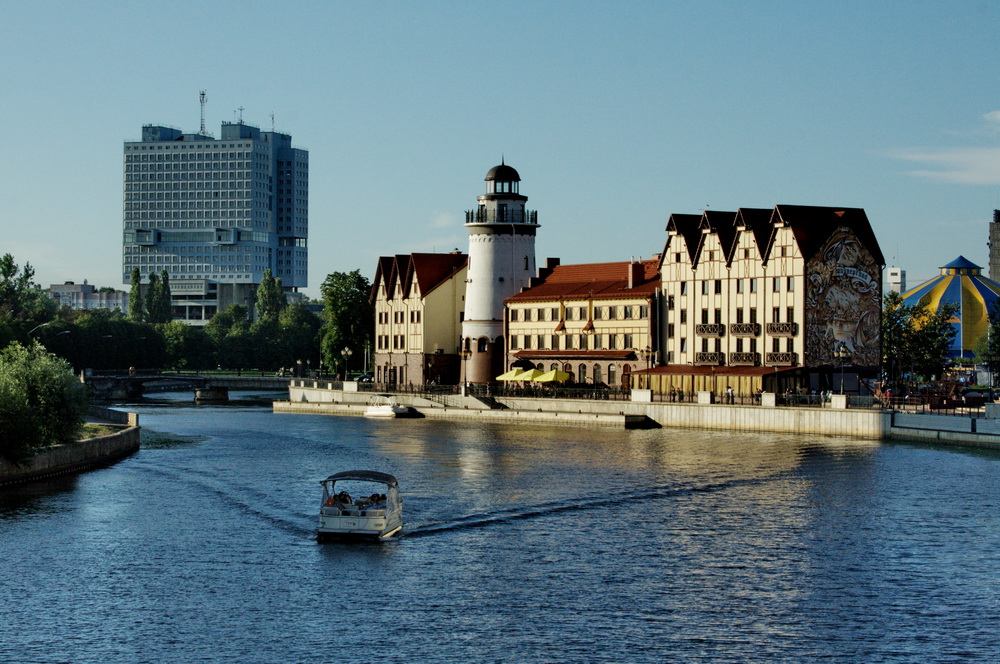
Le Pregel au niveau du village des pêcheurs.

La ville est située sur les deux rives du fleuve Pregel (en russe : Pregolia). Outre ce fleuve, il existe environs 80 plans d'eau dans la ville, et de nombreuses rivières. Parmi ces plans d'eau, il y a 14 rivières qui se jettent dans le Pregel. La longueur totale de tous les plans d'eau de la ville est de 151,6 km, dont 75,5 km de cours d'eau qui se jettent dans le Pregel. Outre les cours d'eau, elle est baignée par la partie nord de la lagune de la Vistule, nommée baie de Kaliningrad en russe. Dans la zone de la ville, la baie n'est profonde en moyenne que de 2,8 m.
Dans la ville, le Pregel est large d'environ 40 à 80 mètres, et profond jusqu'à 8 à 16 mètres à son embouchure. Non loin de Gvardeïsk, le Pregel se divise en deux bras, le nord et le sud, avec souvent des canaux entre les deux, formant de nombreuses îles. Ces deux bras se rejoignent à Kaliningrad, la dernière île étant Kneiphof en centre-ville. Sinon, les principaux cours d'eau sont la rivière Tovaraïa, la rivière Goloubaïa, les ruisseaux Molodiojny et Severny, la rivière Lesnaïa, le ruisseau Mendeleïevski, la ruisseau Gagarinski, le ruisseau Litovski, qui est artificiel, ainsi que la rivière Gourievka. La rivière Gourievka est longue de 27 km, mais de seulement 0,4 km à l'intérieur des limites de la villes,. La ville possède de nombreux canaux, larges de 0,5 à 2 m, qui assurent des fonctions de drainage. La plupart d'entre eux sont à l'air libre, bien que certains soient recouverts ou enfermés dans des tuyaux.
Presque tous les lacs de la ville appartiennent au bassin hydrologique du Pregel. Le plus grand est sans doute l'étang supérieur (en allemand : Oberteich), avec un littoral de 4,8 km de long et une profondeur jusqu'à 7,5 km. Sinon, il y a l'étang inférieur, nommé l'étang du château de Königsberg, le lac Poplavok, le lac Dzerjinets, l'étang Chkolny, le lac Pelavskoïe, etc. De plus, il y a les lacs bleus, trois lacs dans d'anciennes carrières séparées de la lagune de la Vistule par des digues, et profonds jusqu'à 22 m.

### Climat
Le climat de la ville est influencé par sa latitude, son altitude, sa distance à la mer, et il est identifié comme une transition entre le climat tempéré océanique et le climat tempéré continental, avec des hivers doux et des étés frais. Néanmoins, l'hiver est beaucoup plus chaud que dans les autres régions russes, grâce à l'influence du Gulf Stream. Les précipitations sont fréquentes et se répartissent tout au long de l'année. En moyenne, il pleut 183 jours/an, et les précipitations sont de 750 à 800 mm. Kaliningrad bénéficie d'un ensoleillement d'environ 1 800 heures/an. Grâce au climat clément, le littoral de la Baltique est libre de glace.
Pour la période de 1991 à 2020, la température moyenne est de 8,3 °C. Le mois le plus froid est janvier, avec une moyenne de −1,2 °C, tandis que le plus chaud est juillet, avec une moyenne de 18,5 °C. La neige est présente environ 70 jours/an, la couverture neigeuse se formant fin décembre, et persistant jusqu'à la mi-mars. Mais les hivers avec une couverture neigeuse instable sont fréquents, avec des dégels fréquents, ce qui fait que la couverture reste moins d'un mois.
En général, les températures positives s'établissent de manière stable le 1er mars, et deviennent négatives de manière stable le 12 décembre. La saison estivale commence en moyenne le 10 juin, et l'hiver après le 12 décembre. La température la plus chaude enregistrée à Kaliningrad est de 36,5 °C le 10 août 1992, tandis que le record de froid a été atteint le 1er février 1956 à −33,3 °C.
- Température record la plus froide : −33,3 °C (1er février 1956)
- Température record la plus chaude : 36,5 °C (10 août 1992)
- Nombre moyen de jours avec neige dans l'année : 65
- Nombre moyen de jours de pluie dans l'année : 159
- Nombre moyen de jours avec de l'orage dans l'année : 22
- Nombre moyen de jours avec tempête de neige dans l'année : 11

| Mois                                        | jan.       | fév.       | mars       | avril     | mai       | juin     | jui.      | août      | sep.      | oct.       | nov.       | déc.       | année      |
| ------------------------------------------- | ---------- | ---------- | ---------- | --------- | --------- | -------- | --------- | --------- | --------- | ---------- | ---------- | ---------- | ---------- |
| Température minimale moyenne (°C)           | −3,5       | −3         | −0,8       | 3,4       | 7,5       | 11,3     | 13,9      | 13,3      | 9,4       | 5,2        | 1,7        | −1,8       | 4,7        |
| Température moyenne (°C)                    | −1,2       | −0,6       | 2,4        | 7,9       | 12,7      | 16,1     | 18,5      | 18,1      | 13,5      | 8,4        | 3,9        | 0,4        | 8,3        |
| Température maximale moyenne (°C)           | 1,1        | 2,1        | 6,1        | 13,1      | 18,2      | 21,3     | 23,5      | 23,3      | 18,4      | 12,2       | 6,2        | 2,6        | 12,3       |
| Record de froid (°C) date du record         | −32,2 1956 | −33,3 1956 | −21,7 1965 | −5,8 2013 | −3,1 1971 | 0,7 1951 | 4,5 1950  | 1,6 1952  | −2 1996   | −11,1 1956 | −18,7 1998 | −25,6 1969 | −33,3 1956 |
| Record de chaleur (°C) date du record       | 12,7 2007  | 16,9 2021  | 23 1968    | 28,5 2012 | 30,6 1983 | 34 2019  | 36,3 1994 | 36,5 1992 | 33,8 2015 | 26,4 1966  | 19,4 1968  | 13,3 2006  | 36,5 1992  |
| Ensoleillement (h)                          | 35         | 61         | 120        | 171       | 253       | 264      | 257       | 228       | 158       | 96         | 38         | 26         | 1 707      |
| Précipitations (mm)                         | 68         | 54         | 49         | 38        | 52        | 69       | 91        | 91        | 73        | 86         | 76         | 69         | 816        |
| dont neige (cm)                             | 7          | 7          | 3          | 0         | 0         | 0        | 0         | 0         | 0         | 0          | 2          | 5          | 24         |
| Record de pluie en 24 h (mm) date du record | 29 1992    | 45 2011    | 23 1984    | 26 1996   | 63 2007   | 52 1981  | 59 2009   | 118 2005  | 49 2017   | 49 1974    | 49 1969    | 29 2014    | 118 2005   |
| Nombre de jours avec précipitations         | 14         | 13         | 14         | 14        | 14        | 16       | 15        | 16        | 17        | 18         | 18         | 16         | 185        |
| Humidité relative (%)                       | 85         | 83         | 78         | 72        | 71        | 74       | 75        | 77        | 81        | 83         | 86         | 87         | 79         |
| Nombre de jours avec neige                  | 15         | 15         | 10         | 3         | 0,1       | 0        | 0         | 0         | 0         | 1          | 7          | 13         | 64         |
| Nombre de jours d'orage                     | 0          | 0,1        | 0,2        | 1         | 3         | 4        | 4         | 4         | 1         | 0          | 0,2        | 0,1        | 18         |
| Nombre de jours avec brouillard             | 2          | 2          | 2          | 2         | 2         | 2        | 3         | 5         | 6         | 4          | 3          | 2          | 35         |

| Diagramme climatique                                  |         |           |           |           |            |            |            |           |           |          |           |
| J                                                     | F       | M         | A         | M         | J          | J          | A          | S         | O         | N        | D         |
| 1,1−3,568                                             | 2,1−354 | 6,1−0,849 | 13,13,438 | 18,27,552 | 21,311,369 | 23,513,991 | 23,313,391 | 18,49,473 | 12,25,286 | 6,21,776 | 2,6−1,869 |
| Moyennes : • Temp. maxi et mini °C • Précipitation mm |         |           |           |           |            |            |            |           |           |          |           |

### Milieux naturels et biodiversité

#### Faune

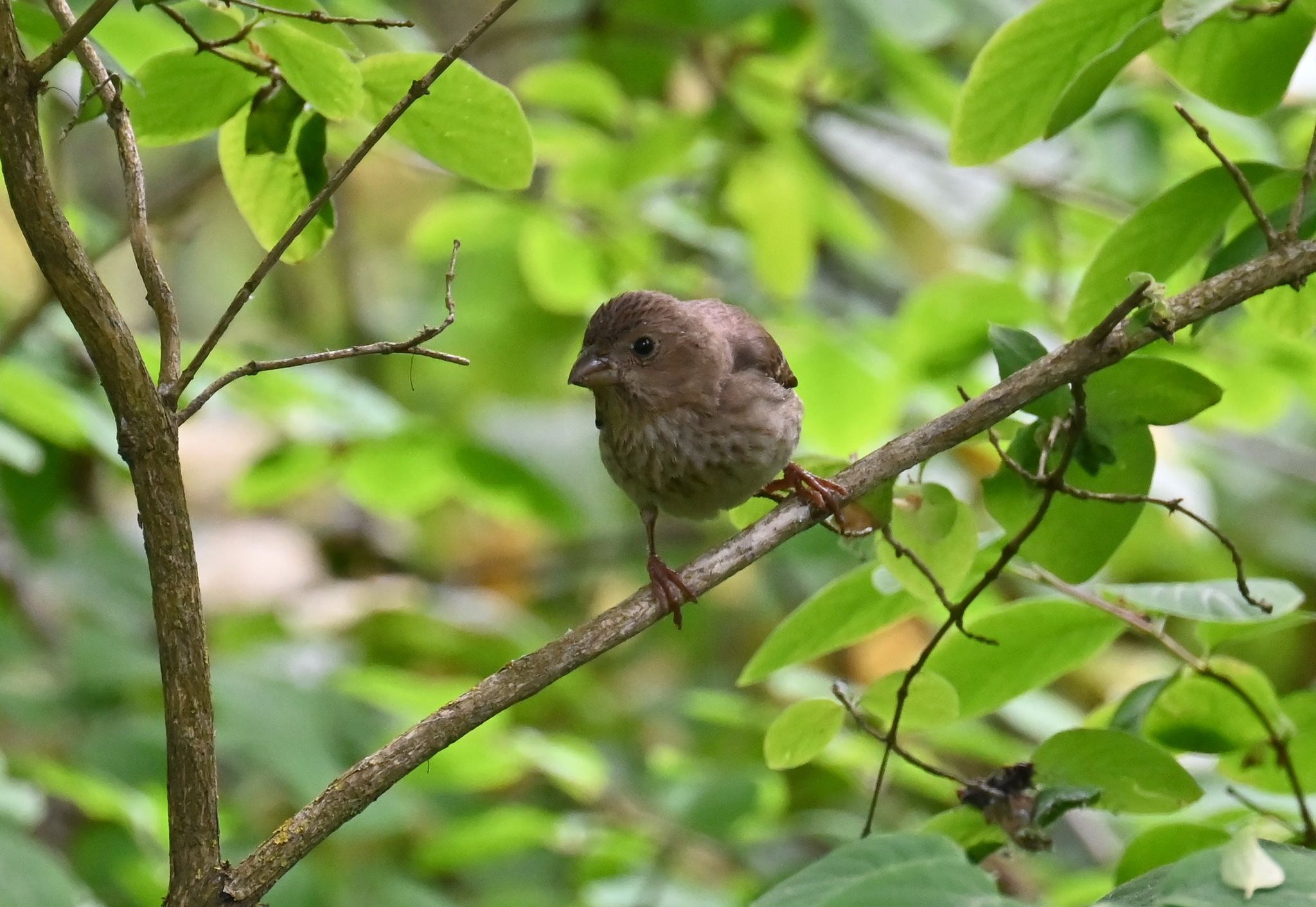
Un roselin cramoisi à Kaliningrad.

La faune est représentée dans le Pregel par des poissons, même si bon nombre d'espèces sont très rares à cause de la pollution. On recense ainsi comme espèces l'ablette, le barbeau, la brème, la brème bordelière, le brochet, la carpe, la carpe argentée, le corégone, l'éperlan, le gardon, la lotte, l'omble chevalier, l'ombre, le perche, le poisson-chat, la rotengle, le saumon, le sandre, la truite, la truite brune et le vairon entre autres,.
En ce qui concerne la baie de la Vistule, elle est riche en poissons. On y trouve des anguilles, des brèmes, des sandres et des poissons très courants comme le hareng et la plie. En moindre quantité, il y a des ablettes, des brochets, des éperlans, des épinoches et des tanches. Il y a quelques poissons d'eau douce, comme des gardons, des grémilles ou encore des perches.

#### Flore

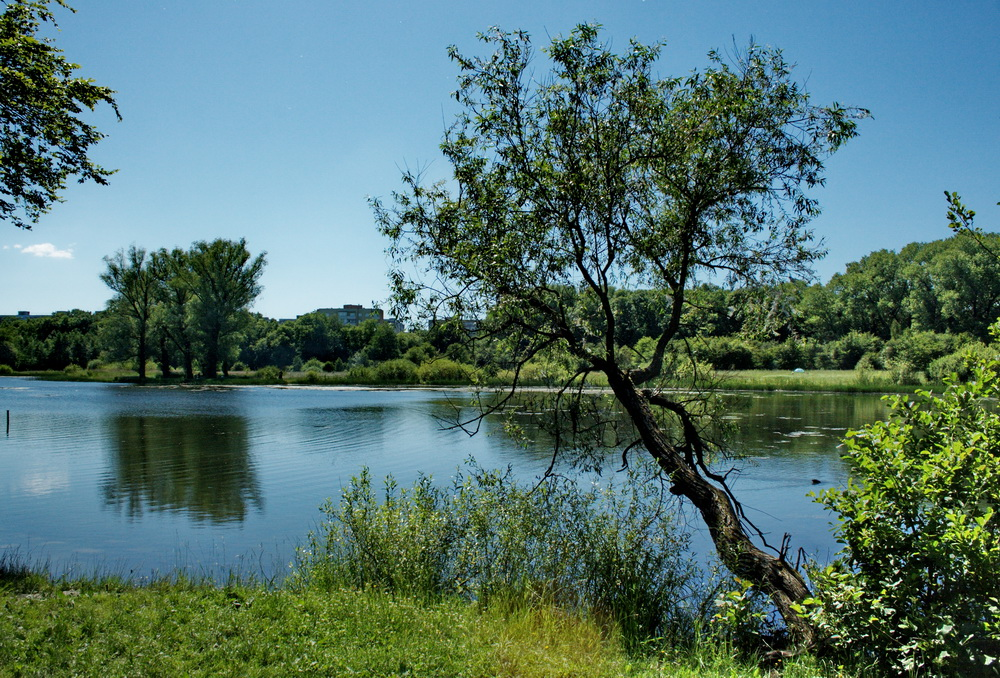
Forêt de feuillus au bord d'un lac du parc Max-Aschmann.

La flore de la ville de Kaliningrad est caractéristique des forêts mixtes d'Europe centrale, qui appartiennent aux forêts de feuillus et forêts mixtes tempérées. L'activité humaine a eu un impact considérable sur la couverture végétale dans la ville : les forêts ont été défrichées pour construire et pour les transformer en terres agricoles, parfois en parcs et en jardins.
Les principales zones forestières de la ville sont situées au nord et à l'ouest, et les forêts sont mixtes. Dans les limites de la ville, les forêts, parcs forestiers, qui comprennent les zones humides, occupent environ 1 600 hectares. La ville n'a pas de ceinture verte, car il existe peu de zones forestières dans la banlieue proche de la ville. Les forêts sont représentées dans la partie ouest par des pins et autres conifères, par des arbustes nains (Vaccinium myrtillus et Vaccinium vitis-idaea) avec par endroits des lichens du genre Cladonia. Dans certaines zones basses de la ville, le bouleau pousse, tandis que dans les zones humides poussent l'aulne noir, le chêne et le frêne. Dans la forêt de Chkalovsk, au nord de la ville, environ un tiers des arbres sont des pins. Sinon dans la ville en général, les plantations de chênes, de charmes et de frênes prédominent. Dans les anciennes clairières, l'on recense de nombreux bouleaux et épicéas, tandis que dans les forêts du sud et de l'est de la ville, qui sont petites, les feuillus dominent,.
Les zones marécageuses de la ville, qui sont riches en sels minéraux et sont alimentées par les eaux souterrains, sont des marécages eutrophiés. Ils se situent le long de la côte de la lagune de la Vistule, ainsi que sur les îles entre le bras nord et le bras sud du Pregel. Les plantes qui aiment l'humidité y poussent, avec divers types de carex, des roseaux, mais aussi le gaillet des marais, la parnassie des marais, ainsi que des plantes ligneuses comme l'aulne noir et le bouleau pubescent. Au bord de la lagune, on retrouve aussi des Phragmites, des roseaux, des nuphars et des nénuphars entre autres. Cette végétation aquatique pénètre jusqu'aux embouchures des rivières et dans les cours d'eau et les canaux.

## Urbanisme

### Risques naturels

#### Inondations et submersions marines
L'agglomération kaliningradoise est soumise au risque d'inondations à la fois du Pregel ainsi qu'à celle de la lagune de la Vistule. Les crues les plus dangereuses se produisent en automne et en hiver, lorsque les tempêtes s'intensifient en mer Baltique, même si ces tempêtes peuvent aussi se former en été. Elles entraînent des phénomènes de houles, qui entraînent des risques de submersion lorsqu'elles remontent la lagune et le Pregel. Les zones les plus à risques sont celles en aval du Pregel et plus généralement les zones côtières basses.
Les dernières inondations importantes ont eu lieu le 19 novembre 2004 ainsi que le 10 août 2005. Le 9 et 10 août 2005, il a plu pendant trente heures d'affilée avec deux mois de précipitations, entraînant la hausse des niveaux d'eau d'1,20 à 1,5 m au-dessus de la normale. D'autres inondations plus anciennes ont eu lieu, comme le 18 janvier 1975, lorsque la rivière a atteint le niveau record de 183 centimètres au-dessus de la normale.
Des inondations plus anciennes à Königsberg sont connues, en particulier en 1620 lorsque l'eau atteignit la cathédrale et détruisit le pont Kettel. Durant l'hiver 1894, un fort mascaret a brisé des barrages d'irrigation près de la ville, et elle a connu sept inondations dans l'année 1905.

#### Risque sismique
La ville est soumise au risque sismique, le séisme le plus récent ayant eu lieu le 21 septembre 2004. Ce jour-là, un premier séisme d'une magnitude de 7 points sur l'échelle Medvedev-Sponheuer-Karnik (MSK) a touché la région à 14 h 15. Deux heures plus tard, à 16 h 30, une réplique d'une magnitude 4,5 sur l'échelle MSK a touché la région, suivi dans l'après-midi et la soirée de cinq autres répliques. Les dégâts ont dépassé les 150 millions de roubles, et plus de 1000 maisons et bâtiments ont été endommagés.
Les séismes étaient connus à Königsberg déjà au Moyen Âge. Ainsi, dans la Chronique de la terre de Prusse, deux tremblements ont été notés en 1302 et 1328. Le premier à être enregistré officiellement, le 8 août 1803, a secoué toute la Prusse orientale. Enfin, deux autres ont secoué la ville prussienne en 1861 et 1905. Un dernier avant celui de 2004 a eu lieu le 4 mars 1977,.
À la suite du séisme de 2004, des études sismologiques ont été faites, et depuis 2005, cinq stations sismiques ont été installées dans la ville. D'après les études, trois failles sont sous ou à côté de la ville : la faille Bakalinskaïa qui vient du nord-ouest pour se terminer au centre-sud de la ville ; la Pregolskaïa à la limite ouest et à la limite est de la ville, et enfin la faille Gourievskaïa, qui n'est pas dans les limites de la ville mais au nord-est de celle-ci. Les zones les plus exposées lors d'un séisme sont l'ouest de la ville et les rives du Pregel (avec des secousses pouvant aller jusqu'à 7 sur l'échelle MSK), tandis que le nord-est et le sud-ouest sont un peu moins exposés, avec des secousses jusqu'à 6,5 sur l'échelle MSK.

### Occupation des sols
L'occupation des sols, selon le plan général de la ville est la suivante,:
| Répartition                | 2016 (mille ha) | 2016 (%) |
| -------------------------- | --------------- | -------- |
| Terres agricoles           | 689,31          | 3,07     |
| Terres résidentielles      | 3 176,82        | 14,17    |
| Espaces industriels        | 4 803,01        | 21,42    |
| Zones de loisirs           | 2 058,99        | 9,18     |
| Terres à vocation spéciale | 1 666,75        | 7,43     |
| Autres                     | 6 606,32        |          |
| Total                      | 22 419,49       |          |
| Données supplémentaires    |                 |          |
| Partie urbanisée           | 12 267,44       | 54,72    |
| Partie non-urbanisée       | 10 152,05       | 45,28    |

### Voies de communication et transports

#### Voies de communication
L'autoroute A217, dit anneau du Littoral, mène vers son aéroport, Zelenogradsk et Svetlogorsk.

#### Transports

##### Transport ferroviaire
La gare de Kaliningrad-Passajirski, construite du temps de la Prusse-Orientale, connue aussi comme la gare du Sud (Южный вокзал), est la gare principale de la ville. Elle est desservie à la fois par les trains longues distances roulant sur le réseau ferroviaire russe à voie large (qui traverse la Lituanie et la Biélorussie), et par les trains locaux circulant dans l'oblast de Kaliningrad sur des voies héritées du réseau allemand à voie normale, grâce auquel les trains allemands et polonais peuvent y accéder sans changer de boggies.
L'autre gare importante est la gare du Nord, qui est seulement desservie par les trains locaux sur voie normale, notamment les trains électriques vers le littoral : Zelenogradsk, Svetlogorsk et Pionerski.
Il y a aussi quelques autres petites gares dans la ville.

##### Transport aérien
L'aéroport de Kaliningrad-Élisabeth Petrovna est situé à une vingtaine de kilomètres nord-est du centre-ville, à Khbarovo. Il a le statut d'importance fédérale, et outre l'aviation civile, il est utilisé par le FSB, le ministère des Situations d'urgence et par le ministère de la défense.
Son trafic passager s'élevait à 3,911 millions de passagers en 2021, tandis que le trafic de marchandise était lui de 8 523,944 tonnes. Le terminal de l'aéroport a été reconstruit récemment, et a été ouvert en juin 2018 juste avant la coupe du monde. Il peut accueillir depuis 2018 presque tous les types d'avions, y compris les Boeing 747.

##### Transport maritime

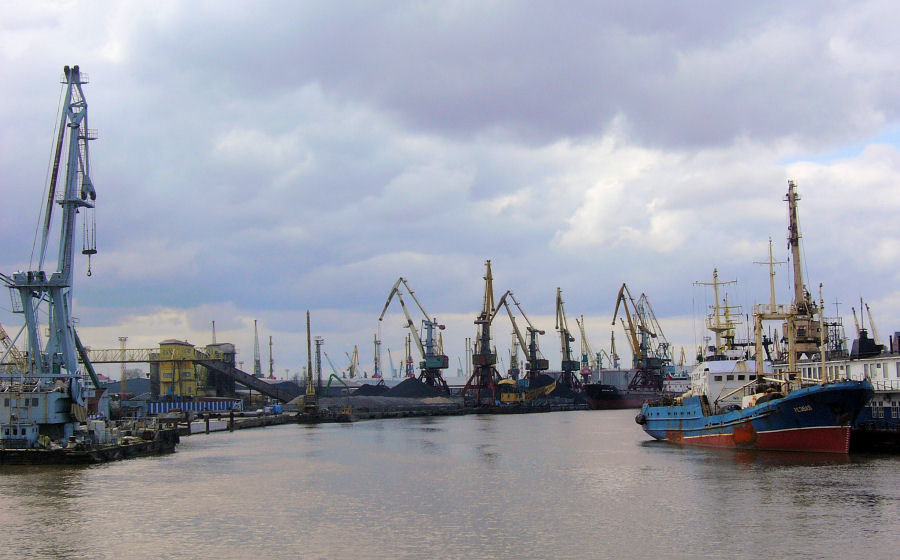
Le port de Kaliningrad.

Le port de Kaliningrad est un des ports les plus occidentaux de Russie, seulement dépassé par Baltiïsk. Il se situe dans la partie sud-est de la mer Baltique, à l'embouchure du fleuve Pregel. Le port est relié à la mer par le canal maritime de Kaliningrad, long de 23 milles nautiques. La navigation dans le port est possible tout au long de l'année, et l'oblast de Kaliningrad est le seul endroit où la Russie dispose de ports qui ne gèlent pas en hiver sur la Baltique. Néanmoins, entre début janvier à fin mars et début avril, le canal menant au port peut être recouvert de glace, surtout pendant les hivers rigoureux. Mais le port dispose de remorqueurs brise-glace dans ces situations climatiques.
Quant au port, sa profondeur minimale est de 9,0 mètres, et le tirant d'eau déclaré des navires à travers le canal maritime est de 8,0 mètres. Les navires ne doivent pas dépasser une longueur de 170 mètres. Le port est divisé en trois grandes zones : le port de commerce maritime, le port de pêche maritime et le port fluvial. Les deux premières zones se divisent entre les ports artificiels de Volnaïa, d'Industrialnaïa, de Lesnaïa ainsi qu'une partie de la Pregolia. Sur la rive nord-est et sur la rive gauche de la Pregolia se trouvent les quais du port de commerce maritime. Dans le port de Lesnaïa, sur la rive sud-ouest, ainsi que sur la rive gauche de la Pregolia au sud du port de Lesnaïa se trouvent des quais pour le port de pêche.
Selon les chiffres de 2020, la capacité totale nominale des terminaux maritimes du port est de 39 millions de tonnes/an. Le port de Kaliningrad possède 20 kilomètres de quais, et 15 sociétés de manutention y sont présentes. Le transport de marchandises relie le port avec des lignes de conteneurs vers Saint-Pétersbourg (avant la guerre de 2022, avec des ports d'Angleterre, de Belgique, des pays Baltes, etc...) et avec une ligne de ferry ferroviaire vers Oust-Louga (oblast de Leningrad). Avant la guerre, le port recevait en moyenne 10 bateaux de croisières par an. Les ports de commerce maritime et de pêche sont desservis par la gare de Kaliningrad-Sortirovotchnaïa.

##### Transports en commun

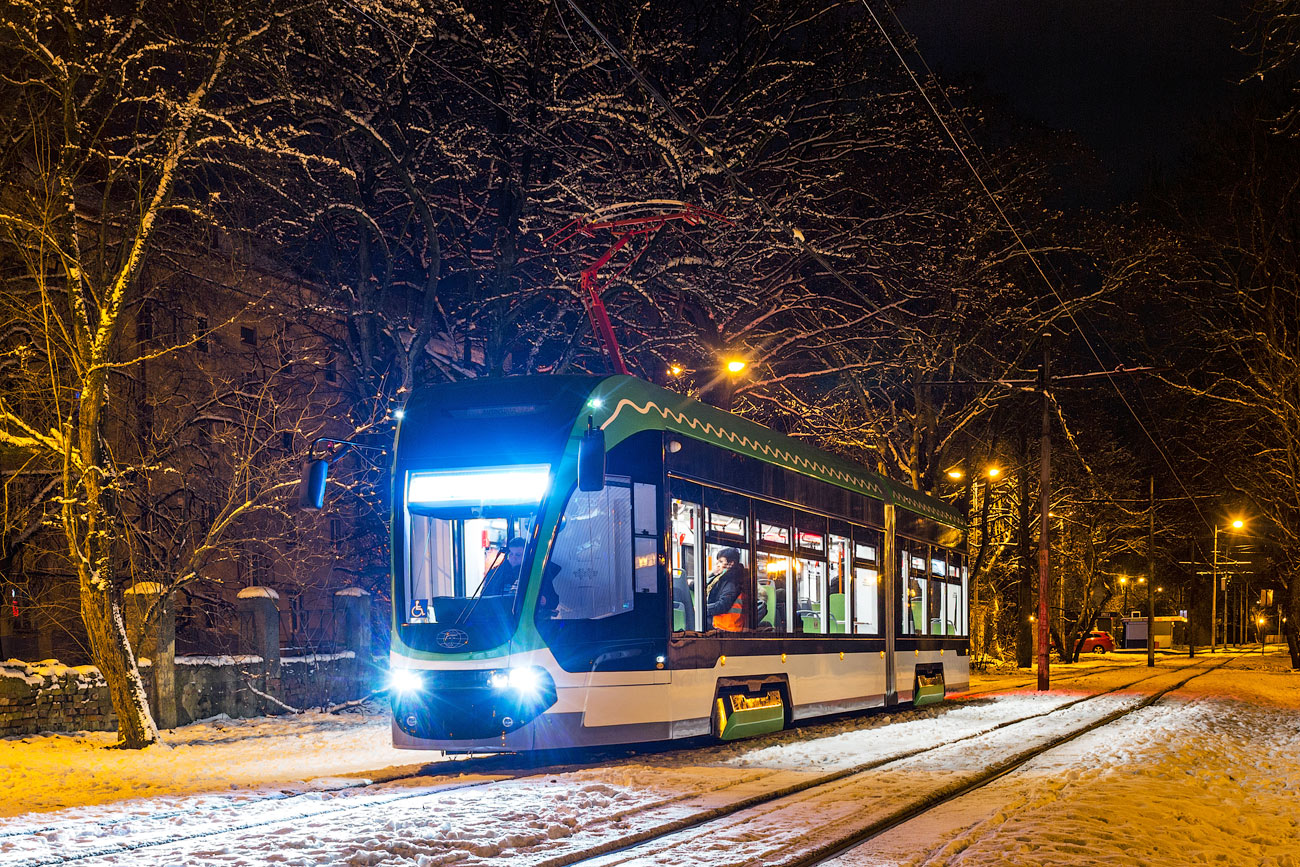
Un tramway de la ligne no 5 en janvier 2021.

Königsberg se dote d'un réseau de tramway le 26 mai 1881, et quatorze ans plus tard, le premier tramway électrique fait son apparition. À son apogée, en 1937, celui-ci comptait un peu plus de 92 kilomètres de ligne traversant la ville, répartis en 15 lignes. Lorsque les raids aériens commencent en 1945, le service est interrompu, et les bombardements détruisent de nombreuses infrastructures ainsi que plus de la moitié du parc de véhicules.
Le service reprend le 7 novembre 1946, lorsque 129 tramways sur les 251 tramways de 1939 sont restaurés et remis en service. Le réseau continue son service à l'époque soviétique, et en 1994 le réseau compte neuf lignes. Au lendemain de la chute de l'URSS, sur fond de rejet du tramway de la part des autorités municipales et de non-rentabilité de certaines lignes, le réseau est progressivement démantelé. C'est ainsi qu'en 2015, il ne restait plus que la ligne no 5.
Mais depuis la seconde moitié des années 2010, le réseau vit une résurgence. Le plan général de la ville adopté en 2016 souhaite le développement ou la préservation de neuf itinéraires. C'est dans ce contexte qu'en décembre 2022, la ligne no 3 a été relancée.
Ainsi en 2023, le réseau est long de 38 km, et possède 36 véhicules. Le réseau est fréquenté par 13 000 personnes, et la vitesse moyenne est de 12 km/h, chiffre qui devrait être porté à 24 km/h d'ici 2034. Désormais, les autorités envisagent le développement de nouvelles lignes d'ici 2030 et 2035, en particulier vers l'est et le sud de la ville. Fin 2023, il était question de lancer les lignes no 1 et no 4, mais les décisions de la municipalité n'étaient alors pas encore prises. La municipalité compte surtout apporter un nouveau matériel roulant et remettre le réseau existant dans un état standard.
Un réseau de trolleybus dessert la ville, composé au 1er janvier 2021 de 3 lignes et possédant 32 véhicules. Sinon, la ville possède un réseau d'autobus, avec au 1er janvier 2021 44 lignes desservant la ville et ses alentours, avec un total de 459 véhicules. Les réseaux de transports en commun sont exploités par 15 entreprises, dont la principale est la Kaliningrad-GorTrans.
La ville possède deux gares routières : l'ancienne gare routière sur la place Kalinine, à côté de la gare de Kaliningrad-Passager et la gare de l'avenue de Moscou. Alors que la première est principalement utilisée pour le transport régional, la seconde était en 2021 utilisée à plus de 90 % par des services de bus internationaux.

## Histoire
La localité de l'actuelle Kaliningrad a été fondée lors des croisades baltes en 1255 comme colonie des chevaliers teutoniques sur le site de l'ancien établissement prussien de Twangste, et a été nommée Königsberg en l'honneur du roi Ottokar II de Bohême. Ville portuaire baltique, elle devint successivement capitale de l'Ordre Teutonique, du duché de Prusse (1525-1701) et de la Prusse orientale. Königsberg resta la ville du couronnement de la monarchie prussienne, même si la capitale fut transférée à Berlin en 1701. De 1454 à 1455, la ville sous le nom de Królewiec appartint au royaume de Pologne et de 1466 à 1657 elle fut un fief polonais. Königsberg était jusqu'à la Seconde Guerre mondiale la grande ville la plus orientale d'Allemagne. Elle a été lourdement endommagée par les bombardements alliés en 1944 et lors de la bataille de Königsberg en 1945 ; elle fut ensuite capturée par l'Union soviétique le 9 avril 1945. Les accords de Potsdam de 1945 la placèrent sous administration soviétique. La ville a été rebaptisée Kaliningrad en 1946 en l'honneur du dirigeant bolchevique russe Mikhaïl Kalinine. Depuis la dissolution de l'Union soviétique, elle est gouvernée comme le centre administratif de l'oblast de Kaliningrad, l'oblast le plus occidental de la Russie.

### Appartenances du territoire après les croisades baltes

1255 - 1525 : bannière de l'État monastique des chevaliers Teutoniques
1525 - 1701 : bannière du duché de Prusse
1701 - 1871 : bannière du royaume de Prusse
1871-1918 : drapeau de l'Empire allemand
1918-1933 : drapeau de la république de Weimar
1945-1991 : drapeau soviétique
depuis 1991 : drapeau de la fédération de Russie

### Toponymie
En dépit de la dislocation du bloc de l'Est, la ville honore toujours la mémoire de Mikhaïl Kalinine, un dignitaire soviétique, tandis que les noms de Stalingrad (renommée Volgograd après la mort de Staline), Leningrad, Gorki, Kalinine, Kirov ou Sverdlovsk ne sont plus employés. Son nom allemand, Königsberg signifiant littéralement mont du roi et son calque polonais Królewiec indiquent une ville royale associée à Ottokar II qui avait pris part aux croisades baltes.
L'emploi du nom allemand Königsberg ayant été massivement rejeté par l'opinion locale et par la municipalité, bien que l'appellation familière courante soit en russe Kyénig (Кениг pour König), de nombreuses suggestions furent faites dans les années 1991-1995 : « Korolovets » comme le font déjà les Polonais (« Królewiec »), les Tchèques (« Královec ») ou les Lituaniens (« Karaliaučius »), « Kantograd » (ville de Kant), « Korolevsk » ou « Korolevgrad » en hommage au « père » de l'astronautique soviétique Sergueï Korolev, « Boroussk » ou « Tvansk » en référence à la Borussie. Toutes furent également rejetées : les générations élevées en Union soviétique et leur descendance, dont beaucoup sont des familles de militaires, sont d'autant plus attachées au nom soviétique de Kaliningrad, que leur ville n'a pas de nom antérieur russe, comme les autres villes historiques de Russie débaptisées par le gouvernement soviétique.
Le 10 mai 2023, le gouvernement polonais annonce qu'en langue polonaise, la ville de Kaliningrad et son oblast seront désormais désignées par le nom polonais de cette ville : Królewiec. D'après le ministre Waldemar Buda : « Nous ne souhaitons pas la russification en Pologne, d'où notre décision d'appeler Kaliningrad et sa région dans notre propre langue »
.

### Königsberg
Kaliningrad est l'ancienne Königsberg (nom allemand qui signifie littéralement mont du roi, en l'honneur du roi Ottokar II de Bohême ayant pris part aux croisades dans la région), fondée en 1255 par les Chevaliers teutoniques autour d'un château devant les protéger contre le peuple balte des Prussiens. La ville fit partie de la Ligue hanséatique en 1340. À la suite des défaites des Chevaliers teutoniques contre la Pologne et après la chute du château de Marienburg en 1457, Königsberg devint la capitale de l'Ordre teutonique. Lorsque, en 1525, le Grand-maître de l'ordre, Albert de Brandebourg-Ansbach, sécularisa celui-ci, c'est tout naturellement que Königsberg devint la capitale du nouveau duché de Prusse qu'il venait de créer après sa conversion au luthéranisme. Lorsque le duché fut érigé en royaume par Frédéric III de Brandebourg en 1701, Königsberg devint vice-capitale royale avec Berlin. La ville est alors très majoritairement peuplée d'Allemands, et ce, jusqu'en 1945. Elle fait partie du royaume de Prusse, puis de l'Empire allemand en 1871. Après la Première Guerre mondiale et la défaite allemande, elle est intégrée à l'État libre de Prusse. Comme l'ensemble de la province de Prusse-Orientale, elle est séparée de l'Allemagne par le corridor de Dantzig, établi en 1919.

### Fin du Troisième Reich et rattachement à l'URSS
La ville et sa population subirent à la fin de la Seconde Guerre mondiale des bombardements anglo-américains sévères. L'assaut de la ville par les troupes soviétiques, sous le commandement du maréchal Vassilievski, commença le 6 avril et se termina le 9 avril 1945 par la capitulation de la garnison allemande. Vassilievski, anticipant une résistance acharnée de cette garnison retranchée pour la prise de la ville, n'attendit pas la fin de la préparation d'artillerie pour engager l'assaut de l'infanterie, ce qui causa des pertes considérables parmi les troupes soviétiques. De cette prise témoignent encore des monuments ou des tombes communes (en russe « fraternelles ») des soldats tombés lors de la prise de la ville. Le plus grand d'entre eux est le monument à la mémoire des 1 200 combattants de la garde tombés à cet endroit. Ce monument construit sur leur tombeau constitue le point de rassemblement de la population locale à chaque anniversaire de la victoire de 1945.
Königsberg prit le nom de Kaliningrad (du nom du président du Præsidium du Soviet suprême et membre du Comité central du Parti, Mikhaïl Kalinine) en 1946, lorsque l'URSS reçut ce territoire (oblast de Kaliningrad) en dédommagement des destructions et des pertes subies lors de la Seconde Guerre mondiale. Le partage de la Prusse-Orientale entre la Pologne et l'URSS résulte aussi d'une volonté d'empêcher la résurgence des revendications territoriales, naguère élevées par Hitler, à propos du couloir de Dantzig.
La population allemande subsistante reçut l'ordre de quitter ce territoire en quelques jours avec le droit d'emporter seulement quelques affaires personnelles. La population implantée par l'URSS a été constituée de peuples composant l'URSS, et pas exclusivement de Russes. Les survivants de plusieurs villages biélorusses détruits par les nazis furent déplacés dans la région de Kaliningrad. Plusieurs villages de l'oblast en témoignent actuellement, dont le Novobobrouïsk (littéralement « Nouveau Bobrouïsk »), fondé par les rescapés de la région biélorusse de Bobrouïsk, ou bien Mozyri, fondé par les rescapés de Mozyr.
Le départ des Allemands met fin à une présence germanique de plus de mille ans sur ce territoire.

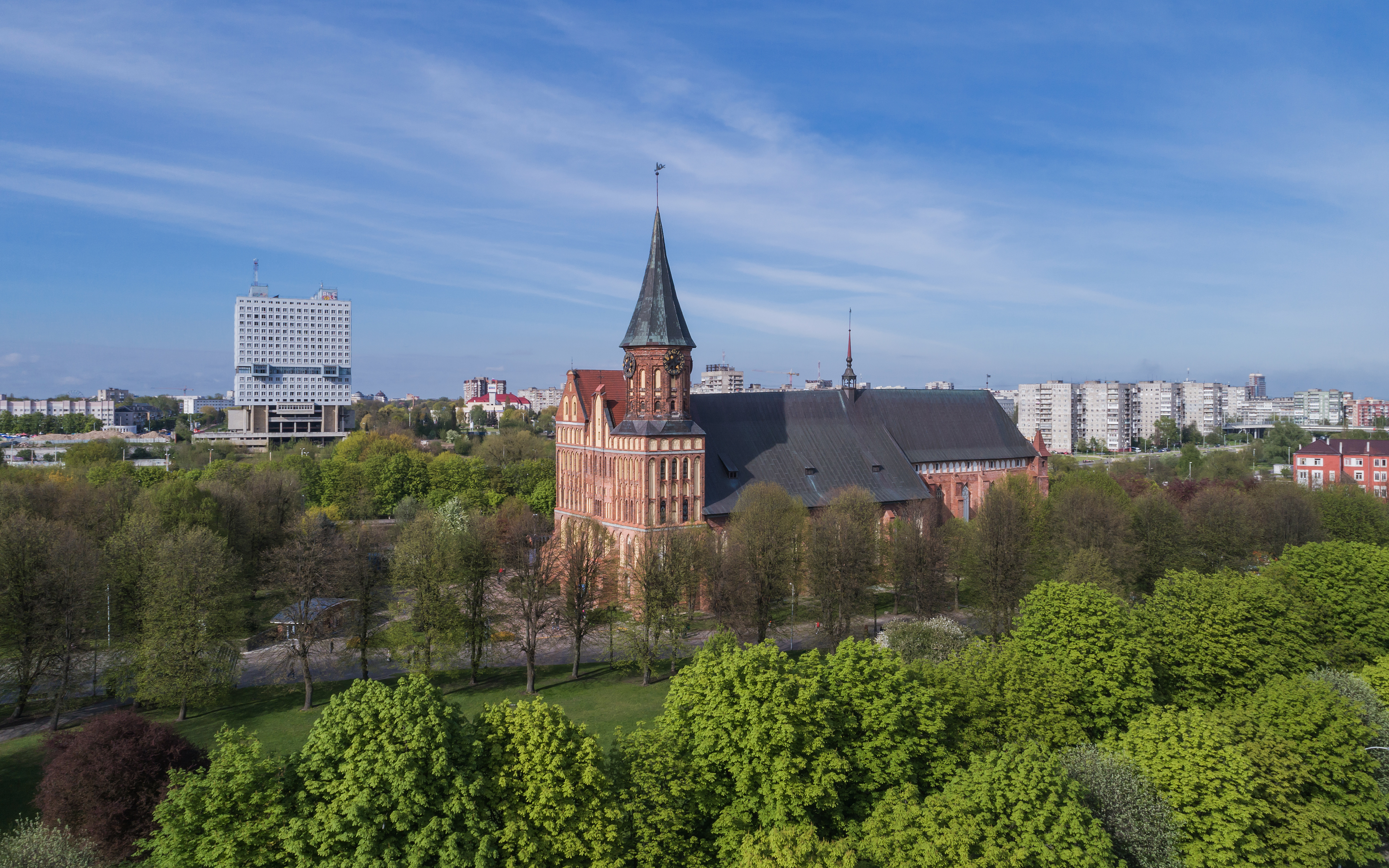
La cathédrale.

Sous la période soviétique, la ville fait l'objet d'un plan d'urbanisme inabouti dont témoigne la maison des Soviets.
Deux projets de région autonome dans l'oblast de Kaliningrad ont été suggérés par des groupes ethniques, au moyen de lettres adressées au Comité central (exhumées par l'historien Nikolaï Bougaï (ru)) et rejetés. En 1956, lors de la réhabilitation des victimes de Staline, des Juifs d'URSS ont suggéré le transfert à Kaliningrad de l'oblast autonome juif, jusque-là établi au Birobidjan, en Sibérie orientale. En 1989-1995, ce fut au tour des Allemands de la Volga, déportés par Staline au Kazakhstan, de réclamer le rétablissement de leur république autonome (supprimée en 1941) au sein de l'oblast de Kaliningrad.
Un troisième projet, économique cette fois et réclamé par les habitants actuels de l'oblast de Kaliningrad, a été rejeté par le gouvernement russe et l'Union européenne : celui d'une zone franche en union douanière avec les pays voisins.

### Depuis la dislocation du bloc communiste
Selon un article de Der Spiegel de 2010, lors la réunification allemande, des réformateurs soviétiques, craignant des troubles à Kaliningrad, proposèrent l'idée de rendre la Prusse-Orientale à l'Allemagne, idée rejetée par Bonn, capitale de la RFA, à l'époque, soucieuse de se concentrer sur la réunification entre la RFA et la RDA.
Outre le grand arsenal naval de l'URSS en mer Baltique, les ports civils de Kaliningrad jouèrent un rôle important pour le commerce maritime et l'industrie de la pêche. En URSS, la ville pouvait se targuer d'avoir plusieurs navires simultanément présents dans tous les océans de la planète. L'arsenal naval jouait un rôle militaire de premier ordre dans le Pacte de Varsovie, et fut la base de départ des expéditions soviétiques en Antarctique (musée du Vityaz).
Une fête pour les 750 ans (700 d'histoire allemande, 50 d'histoire russe) de la ville le 2 juillet 2005 a rassemblé les présidents Poutine, Chirac et le chancelier allemand Schröder. Depuis l'adhésion de dix pays d'Europe de l'Est à l'Union européenne, la ville est désormais une exclave russe dans l'UE.
Le 9 décembre 2015, le commandant des forces américaines en Europe a confirmé qu'en 2008 Dimitri Medvedev a transféré à Kaliningrad des missiles balistiques Iskander et y a ensuite mené des exercices de frappe nucléaire, et qu'il y a des armes anti-navires, des défenses aériennes et des équipements de guerre électronique.
Longtemps symbole de ville détruite et d'architecture soviétique typique, Kaliningrad a vu son centre historique réhabilité à partir de la fin des années 2000, des travaux de reconstruction des anciens bâtiments prussiens ayant commencé. Un projet de reconstruction du château de Königsberg est régulièrement évoqué, soutenu par Vladimir Poutine.
En 2018, la ville de Kaliningrad est l'une des villes hôtes de la Coupe du monde de football dont elle accueille quatre matchs.

## Politique et administration

### Organisation territoriale
Sur le plan administratif, la ville de Kaliningrad est incluse dans l'oblast de Kaliningrad sous le nom d'okroug urbain de Kaliningrad. La ville de Kaliningrad possède aussi le statut de ville d'importance d'oblast, ce qui lui permet d'être un okroug urbain au lieu d'être incorporée à un raïon. La ville est le siège du gouvernement de l'oblast, de l'assemblée législative de l'oblast et du gouverneur de l'oblast.

### Subdivisions

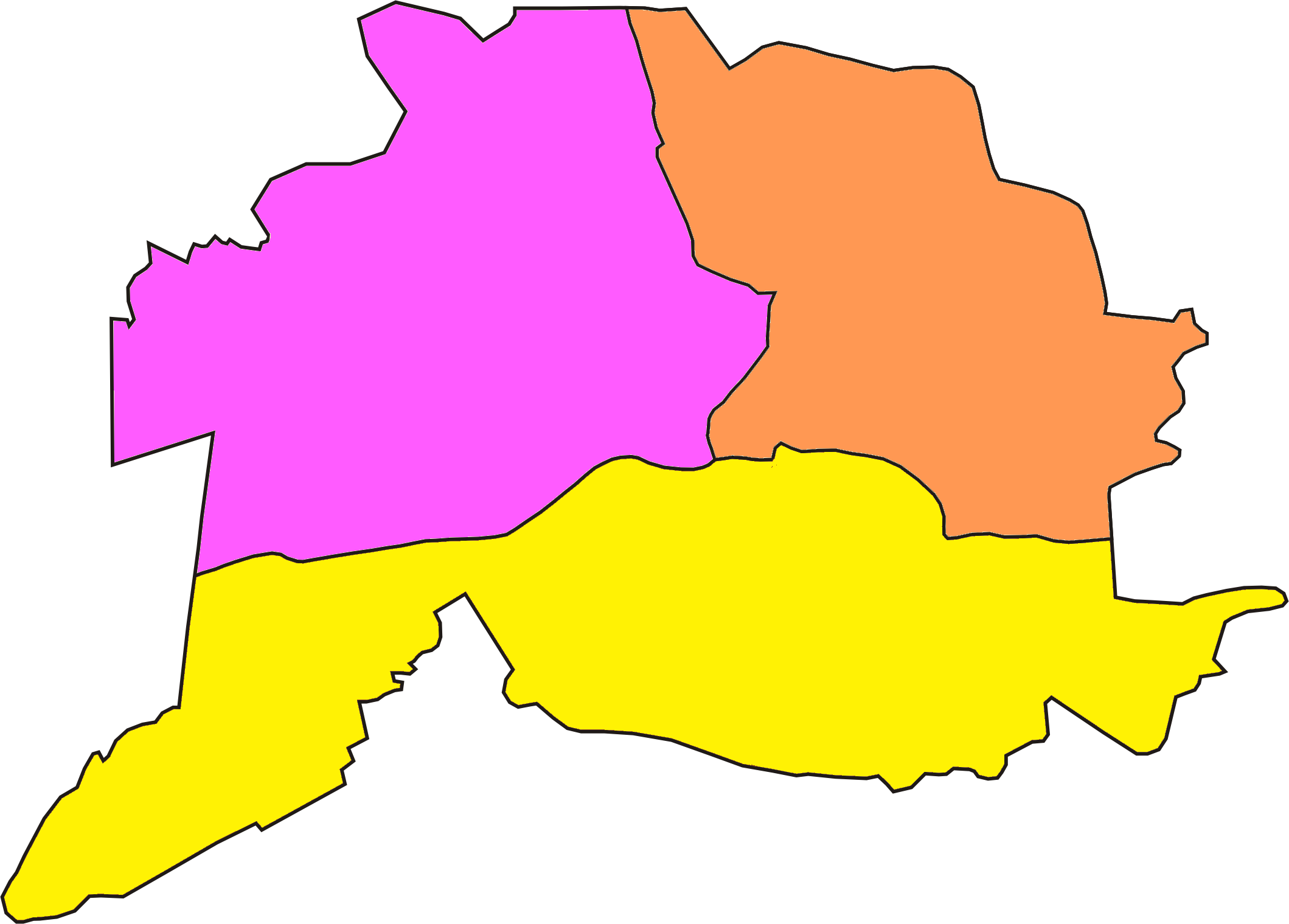
Carte des trois arrondissements : en rose du Centre, en orange de Léningrad et en jaune de Moscou.

La ville est subdivisée depuis la réforme de juillet 2009 en trois arrondissements (raïons) administratifs, alors qu'il y en avait auparavant cinq. Ces arrondissements sont celui de Léningrad, de Moscou et l'arrondissement du Centre. L'arrondissement de Moscou occupe toute la rive gauche du fleuve et les îles entre les deux bras du Pregel, tandis que les autres sont au nord. Le premier est à l'ouest, le second à l'est, et ils sont séparés par la ligne de Kaliningrad à Svetlogorsk et par la liaison ferroviaire entre la gare du Nord et la gare du Sud (mise à part une petite section vers la place centrale).
Avant 2009, il y avait de plus l'arrondissement de la Baltique, inclus désormais dans celui de Moscou, et l'arrondissement d'octobre, inclus désormais dans celui du Centre.
Par ailleurs, plusieurs localités sont incluses dans la ville, qui n'ont pas le statut d'unité administrative indépendante. Ce sont le possjolok imeni Alexandra Kosmodemjanskowo, le village de Pribrejny et le village de Tchkalovsk.

### Tendances politiques
| Scrutin             | 1er tour | 1er tour | 1er tour | 1er tour | 1er tour | 1er tour | 1er tour | 1er tour | 1er tour | 1er tour | 1er tour  | 1er tour | 2d tour                  | 2d tour                  | 2d tour                  | 2d tour                  | 2d tour                  | 2d tour                  | 2d tour                  | 2d tour                  | 2d tour                  | 2d tour                  | 2d tour                  | 2d tour                  |
| Scrutin             | 1er      | 1er      | %        | 2e       | 2e       | %        | 3e       | 3e       | %        | 4e       | 4e        | %        | 1er                      | 1er                      | %                        | 2e                       | 2e                       | %                        | 3e                       | 3e                       | %                        | 4e                       | 4e                       | %                        |
| ------------------- | -------- | -------- | -------- | -------- | -------- | -------- | -------- | -------- | -------- | -------- | --------- | -------- | ------------------------ | ------------------------ | ------------------------ | ------------------------ | ------------------------ | ------------------------ | ------------------------ | ------------------------ | ------------------------ | ------------------------ | ------------------------ | ------------------------ |
| Présidentielle 2012 |          | ER       | 47,68    |          | KPRF     | 23,3     |          | SE       | 18,02    |          | LDPR      | 7,18     | Victoire au premier tour | Victoire au premier tour | Victoire au premier tour | Victoire au premier tour | Victoire au premier tour | Victoire au premier tour | Victoire au premier tour | Victoire au premier tour | Victoire au premier tour | Victoire au premier tour | Victoire au premier tour | Victoire au premier tour |
| Gouvernorale 2015   |          | ER       | 55,89    |          | KPRF     | 17,68    |          | SRZP     | 11,88    |          | LDPR      | 11,06    | Victoire au premier tour | Victoire au premier tour | Victoire au premier tour | Victoire au premier tour | Victoire au premier tour | Victoire au premier tour | Victoire au premier tour | Victoire au premier tour | Victoire au premier tour | Victoire au premier tour | Victoire au premier tour | Victoire au premier tour |
| Municipales 2016    |          | ER       | 33,32    |          | LDPR     | 19,14    |          | KPRF     | 16,92    |          | Patriotes | 11,98    | Tour unique              | Tour unique              | Tour unique              | Tour unique              | Tour unique              | Tour unique              | Tour unique              | Tour unique              | Tour unique              | Tour unique              | Tour unique              | Tour unique              |
| Gouvernorale 2017   |          | ER       | 77,91    |          | KPRF     | 13,5     |          | LDPR     | 5,07     |          | Les Verts | 3,52     | Victoire au premier tour | Victoire au premier tour | Victoire au premier tour | Victoire au premier tour | Victoire au premier tour | Victoire au premier tour | Victoire au premier tour | Victoire au premier tour | Victoire au premier tour | Victoire au premier tour | Victoire au premier tour | Victoire au premier tour |
| Présidentielle 2018 |          | ER       | 75,02    |          | KPRF     | 11,2     |          | LDPR     | 5,25     |          | GRANI     | 3,47     | Victoire au premier tour | Victoire au premier tour | Victoire au premier tour | Victoire au premier tour | Victoire au premier tour | Victoire au premier tour | Victoire au premier tour | Victoire au premier tour | Victoire au premier tour | Victoire au premier tour | Victoire au premier tour | Victoire au premier tour |

### Administration
La ville est administrée par le chef de l'administration de l'okroug urbain « Ville de Kaliningrad ». Il est nommé à ce poste sur la base des résultats d'un concours pour pourvoir le poste du Conseil municipal des députés de Kaliningrad. Il est élu par le conseil parmi les députés municipaux.

### Conseil municipal
Le Conseil municipal des députés de Kaliningrad se compose de 27 députés qui sont élus lors des élections municipales au scrutin majoritaire uninominal à un tour dans les circonscriptions électorales uninominales. Le Conseil municipal peut exercer ses pouvoirs si au moins les deux tiers du nombre établi de députés sont élus.
| Sièges au conseil municipal depuis 2021 | Sièges au conseil municipal depuis 2021 |
| --------------------------------------- | --------------------------------------- |
| Russie unie                             | 21                                      |
| KPRF                                    | 7                                       |

### Finances communales
|                                         |                      | 2024      | 2026     |
| Recettes totales                        | Recettes totales     | 25 506,9  | 24 120,9 |
| --------------------------------------- | -------------------- | --------- | -------- |
|                                         | Recettes propres     | 12 868,9  | 24 120,9 |
| Subventions gouvernementales            | 11 771,7             | 8 831,4   |          |
| Autres revenus                          | 866.3                | 970,7     |          |
| Dépenses                                | Dépenses             | 26 492,7  | 24 120,9 |
|                                         | Dépenses programmées | 23 474,6  | 21 524,0 |
| Dépenses hors-programmes                | 3 018,1              | 1 336,2   |          |
| Autres                                  | 0                    | 1 260,7   |          |
| Déficit budgétaire                      | Déficit budgétaire   | - 1 432,1 | 0        |
| Les valeurs sont en millions de rouble. |                      |           |          |

Pour l'exercice 2024, le compte administratif du budget municipal de Kaliningrad s'établit à 26 492,7 millions de roubles en dépenses et 25 506,9 millions de roubles en recettes,.
Concernant les recettes, elles viennent à 46,2 % de recettes fisclales, à 46,2 % de subventions gouvernementales et à 3,4 % d'autres sources de revenus.
Concernant les recettes fiscales, elles viennent pour 2024 à 58 % de l'impôt sur le revenu des personnes physique, à 25,3 % sur l'impôt sur le revenu des sociétés, à 15,5 % d'impôts fonciers, et à 1,2 % d'autres taxes.

#### Endettement
L'endettement de la ville s'élevait au 1er janvier 2023 à 4 217,5 millions de roubles. Il est composé à cette date de 1 833,7 millions de roubles de prêts budgétaires (État, oblast) et de 2 257,9 millions de roubles de prêts bancaires. Le niveau d'endettement de la ville est de 33,7 %, et devrait atteindre 33,1 % en 2026.
Dans l'exercice budgétaire de 2023, le service de la dette (remboursement et intérêts) représente 125,9 millions de roubles de dépenses.

### Jumelages
La ville de Kaliningrad est jumelée avec :
| Ville | Ville                | Pays | Pays        | Période                     |
| ----- | -------------------- | ---- | ----------- | --------------------------- |
|       | Aalborg              |      | Danemark    | depuis 2000                 |
|       | Baranavitchy,        |      | Biélorussie | depuis 2007                 |
|       | Białystok,           |      | Pologne     | 1994-2022                   |
|       | Bodenwerder          |      | Allemagne   | depuis 2003                 |
|       | Bremerhaven,         |      | Allemagne   | depuis 1991                 |
|       | Brest,               |      | Biélorussie | depuis le 12 septembre 2009 |
|       | Burlöv               |      | Suède       |                             |
|       | Cagliari,            |      | Italie      | depuis 2011                 |
|       | Catane               |      | Italie      | depuis 2017                 |
|       | Cherbourg-Octeville, |      | France      | depuis 1994                 |
|       | Cork,                |      | Irlande     | depuis 1994                 |
|       | Dalian,              |      | Chine       | depuis 1997                 |
|       | district de Kalinine |      | Russie      | depuis 2020                 |
|       | Elbląg,              |      | Pologne     | 1994-2022                   |
|       | Erevan,              |      | Arménie     | depuis novembre 2009        |
|       | Forlì,               |      | Italie      | depuis 2006                 |
|       | Gdańsk,              |      | Pologne     | 15 mars 1993 - 2022         |
|       | Gdynia               |      | Pologne     | 1997-2022                   |
|       | Groningue,           |      | Pays-Bas    | depuis 1998                 |
|       | Guyuan,              |      | Chine       | depuis 2011                 |
|       | Hambourg,            |      | Allemagne   | depuis 2005                 |
|       | Homiel,              |      | Biélorussie | depuis le 10 septembre 2010 |
|       | Hrodna,              |      | Biélorussie | depuis 1994                 |
|       | Iaroslavl,           |      | Russie      | depuis 1995                 |
|       | Kalmar,              |      | Suède       | depuis le 19 octobre 2000   |
|       | Karlshamn            |      | Suède       |                             |
|       | Kaunas,              |      | Lituanie    | 2001-2022                   |
|       | Kherson,             |      | Ukraine     | 2002-2014                   |
|       | Kiel,                |      | Allemagne   | depuis le 18 juin 1992      |
|       | Klaipėda,            |      | Lituanie    | 1993 - 1er mars 2022        |
|       | Krasnoïarsk,         |      | Russie      | depuis 2008                 |
|       | Kętrzyn,             |      | Pologne     | depuis 2009                 |
|       | Lichtenberg,         |      | Allemagne   | depuis 2000                 |
|       | Malmö,               |      | Suède       | depuis 1994                 |
|       | Mexico               |      | Mexique     |                             |
|       | Minsk,               |      | Biélorussie | depuis 1997                 |
|       | Mühlhausen,          |      | Allemagne   | depuis 2017                 |
|       | Norfolk,             |      | États-Unis  | 1992 - 9 mars 2022          |
|       | Odense               |      | Danemark    | depuis 2000                 |
|       | Olsztyn,             |      | Pologne     | 5 mars 1993 - 2022          |
|       | Omsk,                |      | Russie      | depuis le 1er juillet 2006  |
|       | Panevėžys,           |      | Lituanie    | 7 septembre 2002 - 2022     |
|       | Patras,              |      | Grèce       | depuis le 31 mars 2015      |
|       | Potsdam,             |      | Allemagne   | depuis 1993                 |
|       | Ratibor,             |      | Pologne     | depuis 2002                 |
|       | Rostock,             |      | Allemagne   | depuis 1991                 |
|       | Samara,              |      | Russie      | depuis 1999                 |
|       | Severodvinsk,        |      | Russie      | depuis 2010                 |
|       | Southampton          |      | Royaume-Uni |                             |
|       | Toruń,               |      | Pologne     | 1995 - 3 mars 2022          |
|       | Turku,               |      | Finlande    | depuis 2004                 |
|       | Vilnius,             |      | Lituanie    | 2000-2022                   |
|       | Zabrze,              |      | Pologne     | 1998 - 28 février 2022      |
|       | Zeitz,               |      | Allemagne   | depuis le 11 septembre 2010 |
|       | Zwolle               |      | Pays-Bas    | jusqu'en 2022               |
|       | Łódź,                |      | Pologne     | 2002-2022                   |
|       | Šiauliai,            |      | Lituanie    | 2003-2022                   |

## Population et société

### Démographie

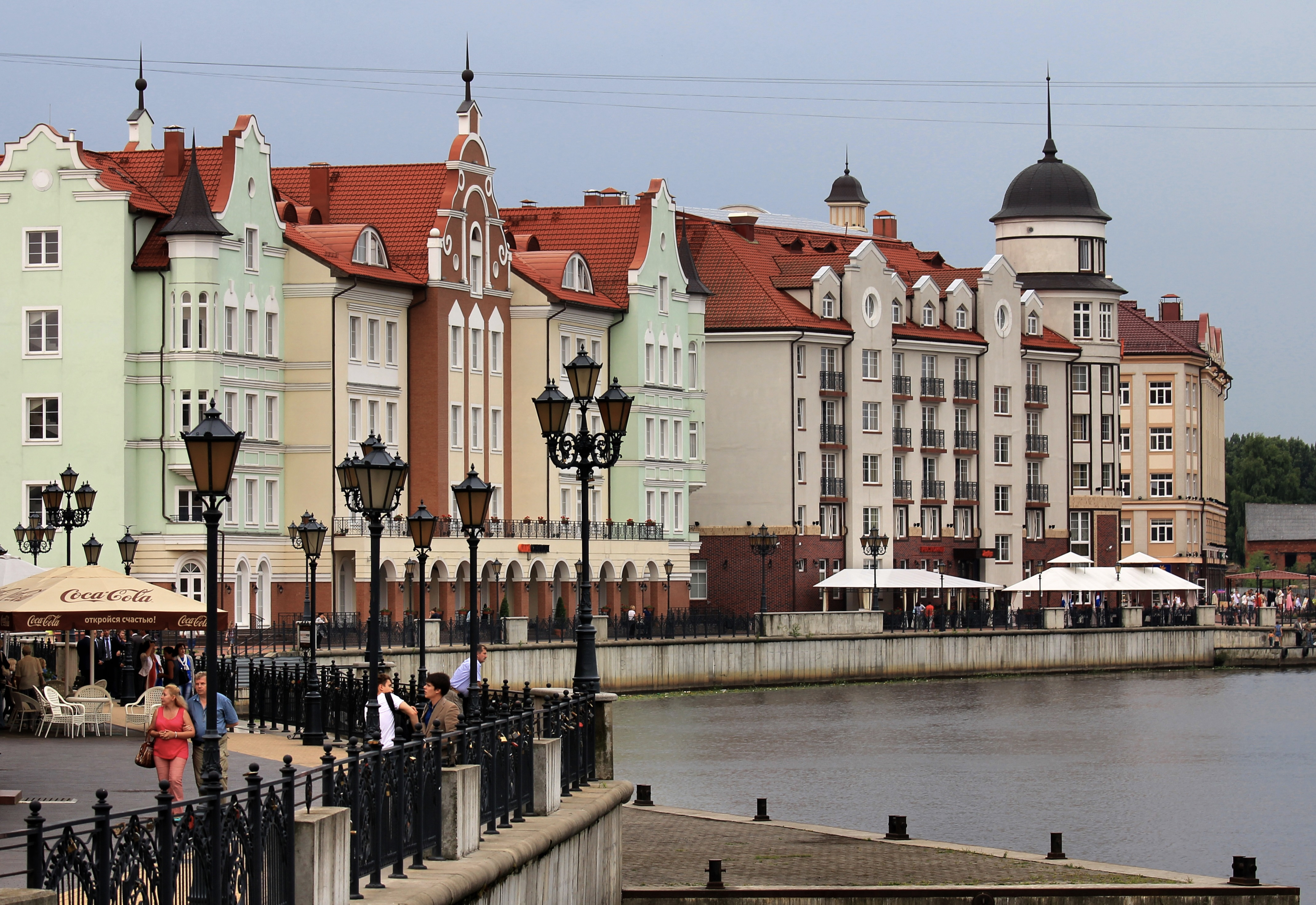
Vue du quartier dit « historique », proche de la cathédrale de Königsberg et de la Nouvelle synagogue.

Presque vidée de ses habitants en 1945, Kaliningrad affiche aujourd'hui près d'un demi-million d'habitants, russes à plus de 90 %. Le reste de la population est composé de Biélorusses, d'Ukrainiens et de Polonais. Il reste un peu plus d'un millier d'Allemands, souvent âgés[réf. nécessaire]. En 1946, quelques familles allemandes connues pour leur engagement anti-nazi, connues du Parti Communiste allemand local d’avant 1933, et qui ont pu prouver leurs liens avec le communisme ou le spartakisme, ont pu rester habiter dans l’ancienne Königsberg, mais les cas furent très rares.
Recensements (*) ou estimations de la population,,,,,,
| 1768   | 1780   | 1801   | 1816   | 1828   | 1867    |
| ------ | ------ | ------ | ------ | ------ | ------- |
| 47 939 | 53 681 | 54 673 | 61 084 | 67 941 | 106 236 |

| 1875    | 1890    | 1900    | 1910    | 1925    | 1933    |
| ------- | ------- | ------- | ------- | ------- | ------- |
| 122 636 | 161 666 | 189 483 | 245 994 | 279 926 | 315 794 |

| 1939    | Fin juin 1945 | 1959*   | 1970*   | 1979*   | 1989*   |
| ------- | ------------- | ------- | ------- | ------- | ------- |
| 360 577 | 73 000        | 203 570 | 296 962 | 354 788 | 401 280 |

| 2002*   | 2010*   | 2016    | 2021*   | 2023    | - |
| ------- | ------- | ------- | ------- | ------- | - |
| 430 003 | 431 902 | 459 560 | 490 449 | 489 735 | - |

### Ethnies
La ville de Kaliningrad est principalement peuplée de Russes. Selon le recensement de 2021, en prenant en compte la population totale, avec ceux n'ayant pas répondu à la question sur l'ethnie (volontairement ou non), le pourcentage de Russes est de 72,26 %. Les ethnies suivantes sont les Ukrainiens avec 6 259 individus, soit 1,28 % de la population totale. Viennent ensuite les Biélorusses en troisième position avec 5 179 personnes (1,06 %) et les Arméniens en quatrième position avec 2 850 personnes (0,58 %). Les Allemands ne sont que 1 368 personnes, soit 0,28 % de la population totale.
Par ailleurs, 1 610 personnes à Kaliningrad ont indiqué qu'elles n'avaient pas d'ethnie, tandis que 101 048 personnes n'ont pas répondu à la question sur l'ethnie.
| Ethnies     | Nombre de personnes | %      |
| ----------- | ------------------- | ------ |
| Russes      | 354 420             | 72,26  |
| Ukrainiens  | 6259                | 1,28   |
| Biélorusses | 5179                | 1,06   |
| Arméniens   | 2850                | 0,58   |
| Ouzbeks     | 1645                | 0,34   |
| Tatars      | 1598                | 0,33   |
| Allemands   | 1368                | 0,28   |
| Azéris      | 1072                | 0,22   |
| Lituaniens  | 685                 | 0,14   |
| Polonais    | 621                 | 0,13   |
| Tadjiks     | 573                 | 0,12   |
| Juifs       | 496                 | 0,10   |
| Autres      | 113 683             | 23,16  |
| Total       | 490 449             | 100,00 |

### Sport

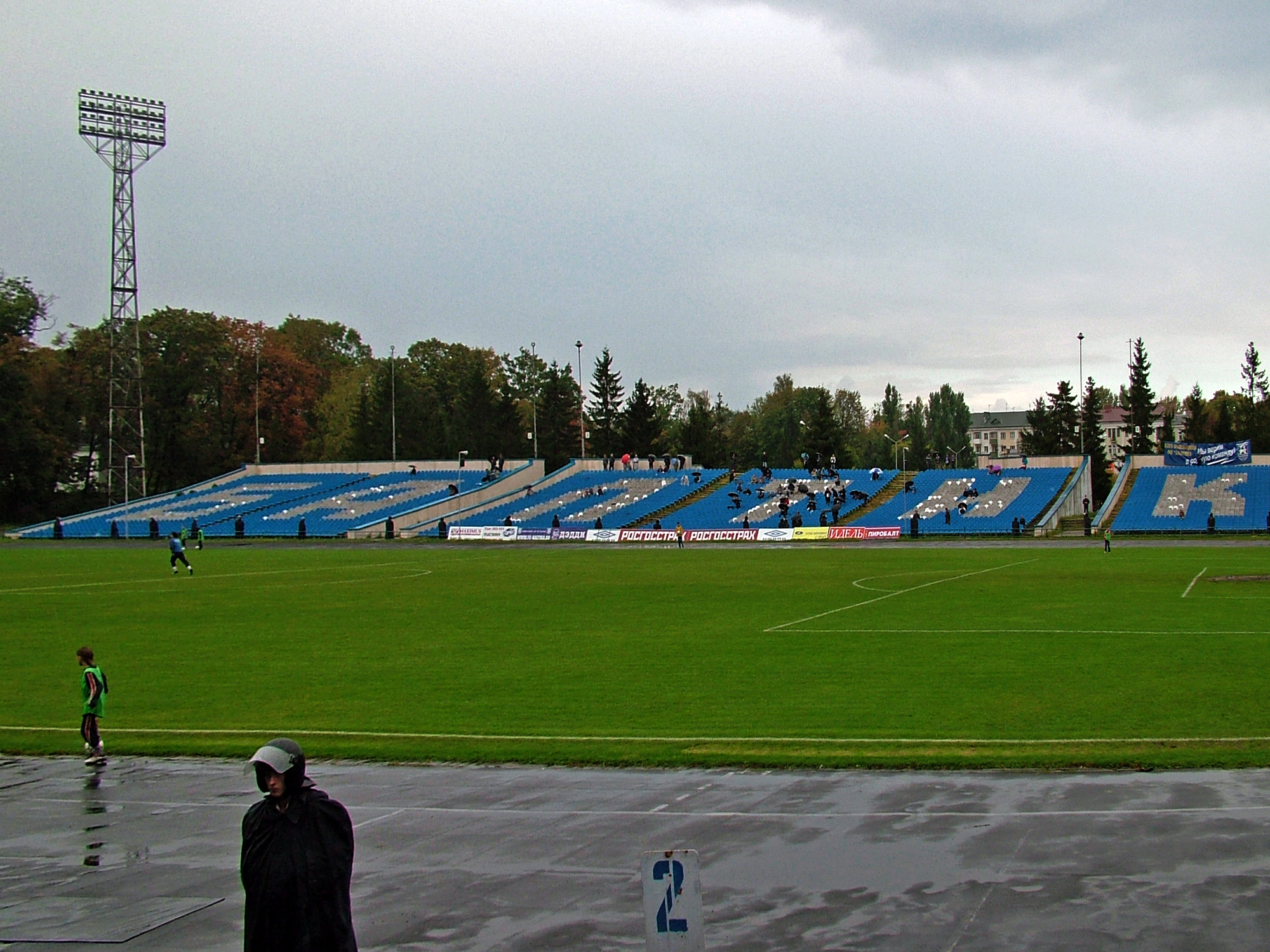
Le stade Baltika.

Kaliningrad comprend début 2021 861 installations sportives. Ces installations se répartissent entre 4 stades, 425 installations sportives plates, 186 gymnases, 25 piscines ainsi que 191 autres installations sportives. Les principaux équipements sportifs sont le palais des sports Iounost, le plais des sports Inatarny, les complexes sportifs Dynamique, Sviazist et SanTermo, le Stade Baltika, le stade Lokomotiv, le Stade Pionnier, le Palais des sports et le stade de Kaliningrad.
La ville compte en outre plus de 380 associations sportives, fédérations, écoles de sports sur son territoire.
La ville abrite le club de football du Baltika Kaliningrad, qui évolue depuis 2006 en deuxième division russe.

#### Coupe du Monde de football 2018 à Kaliningrad
La ville a accueilli quatre matchs lors du tournoi :
- 16 juin - Croatie  –  Nigéria
- 22 juin - Serbie  –  Suisse
- 25 juin - Espagne  –  Maroc
- 28 juin - Angleterre  –  Belgique

Un Festival des supporteurs a eu lieu à Kaliningrad sur la place centrale en face de la Maison des Soviets (rue Chevtchenko). La capacité de la piste du Festival est 15 000 personnes. Les supporteurs ont pu voir les matchs sur grand écran (à peu près 120 mètres carrés). En outre, une aire de restauration, des spectacles et une zone d’hospitalité étaient disponibles.
Le stade et le terrain de Festival sont équipés de manière à créer un milieu accessible pour les personnes à mobilité réduite.

## Économie
En 1996, Kaliningrad a été désignée « Zone Économique spéciale ».
- Usine BMW de Kaliningrad en partenariat avec l'entreprise russe Avtotor

Lors de la préparation pour la Coupe du Monde de football 2018, quatre hôtels ont été construits, y compris un hôtel 5 étoiles : résidence hôtelière Crystal House.

### Emplois
Selon la municipalité, la population de la ville était de 448 550 personnes, et celle ayant l'âge de travailler s'élevait en 2016 à 269 700 personnes, soit 60,13 % de la population totale. Parmi elles, la population exerçant une activité s'élevait à 224 960 personnes (50,15 % de la population totale). Cette population travaillant était répartie alors entre 131 300 salariés de grandes et moyennes entreprises, 81 000 employés de petites entreprises et entrepreneurs individuels et 12 660 employés travaillant dans d'autres catégories (travailleurs indépendants, secteur informel).
La population inactive s'élevait elle à 223 590 personnes (49,85 % de la population totale). Elle se répartissait entre 104 550 retraités inactifs, 32 410 étudiants, 2 600 chômeurs et demandeurs d'emploi officiellement inscrits au chômage, 16 950 femmes au foyer et personnes à charge ainsi que 67 090 personnes en âge de travailler ne travaillant pas sans aucune des raisons au-dessus.
Les emplois se répartissent dans les divers secteurs économiques comme suit :
| Répartition                                                                                            | 2016 (milliers) | 2016 (%) | 2020 (%) |
| --- | --------------- | -------- | -------- |
| Administration publique et sécurité militaire, sécurité sociale                                        | 21,90           | 16,68    | 15,9     |
| Industries manufacturières                                                                             | 19,00           | 14,47    | 15,1     |
| Éducation                                                                                              | 16,20           | 12,34    | 13       |
| Transports et communications                                                                           | 15,30           | 11,65    | 9,2      |
| Services de santé et services sociaux                                                                  | 12,20           | 9,29     | 11,2     |
| Commerce de gros et de détail ; réparation de véhicules, motos, produits ménagers et objets personnels | 11,50           | 8,76     | 7,7      |
| Production et distribution d'électricité, de gaz et d'eau                                              | 7,80            | 5,94     | 4,5      |
| Transactions immobilières, location et prestation de services                                          | 8,40            | 6,4      |          |
| Activités financières                                                                                  | 6,60            | 5,03     |          |
| Autres                                                                                                 | 12,4            | 9.44     | 23,4     |
| Total                                                                                                  | 131,30          | 100      | 100      |
| Note : Chiffres incluant uniquement les employés des grandes et moyennes entreprises                   |                 |          |          |

### Entreprises
Selon le Registre statistique des entités économiques de Kaliningrad en 2023, le chiffre d'entités économiques s'élevait dans la ville à 23 600 unités, soit 70,1 % du nombre d'entités économiques dans l'oblast de Kaliningrad. Le nombre de petites entreprises (dont microentreprises) était de 18 545 unités, soit 78,7 % du nombre total d'entreprises dans la ville. Elle est l'une des capitales de sujets de Russie avec la plus grande part de petites entreprises dans le nombre total d'entreprises. En 2020, le plus grand nombre d'entités économiques de la ville sont dans le secteur du commerce et de la restauration (30 % du total), de la construction (13 % du total), et des industries (10 % du total).
Répartition des entreprises par secteur économique:
| Répartition            | 2023 (%) |
| ---------------------- | -------- |
| Commerce, restauration | 30       |
| Construction           | 13       |
| Industries             | 10       |
| Transports             | 8        |
| Éducation              | 2        |
| Santé                  | 2        |
| Autres                 | 35       |
| Total                  | 100      |

#### Tourisme
Le tourisme est l'un des secteurs économiques les plus importants pour la ville, qui peut compter, outre le fait qu'elle est une capitale régionale, sur son patrimoine culturel et historique, ses musées, son architecture et ses lieux de divertissement. La plupart des touristes dans la ville sont Russes, et viennent principalement de Moscou et de son oblast, de Saint-Pétersbourg, entre autres. Avant la guerre de 2022, les principaux touristes étrangers venaient d'Allemagne, de Pologne, des pays Baltes, de Scandinavie et de Biélorussie. En 2013, la ville avait accueilli 333 000 touristes.
Début 2021, la ville possédait 102 établissements d'hébergement collectif, chiffre regroupant les hôtels, maisons d'hôtes, auberges et autres. Le nombre de lits dans ces établissements était supérieur à 6 800 cette année-là.

## Culture locale et patrimoine

### Musique
Kaliningrad accueille tous les deux ans depuis 1999 le Concours international d'orgue Mikaël Tariverdiev.

### Lieux et monuments
La ville de Kaliningrad, selon le passeport municipal de 2021, compte 510 monuments et objets protégés au titre des objets patrimoniaux culturels de Russie. Sur ce total, il y a 28 objets patrimoniaux d'importance fédérale, 1 objet archéologique d'importance fédérale, 270 objets patrimoniaux d'importance régionale, 141 objets d'importance locale (municipale), 59 objets patrimoniaux identifiés (c'est-à-dire en attente de classement) ainsi que 11 objets du patrimoine archéologique identifiés.

#### Monuments historiques

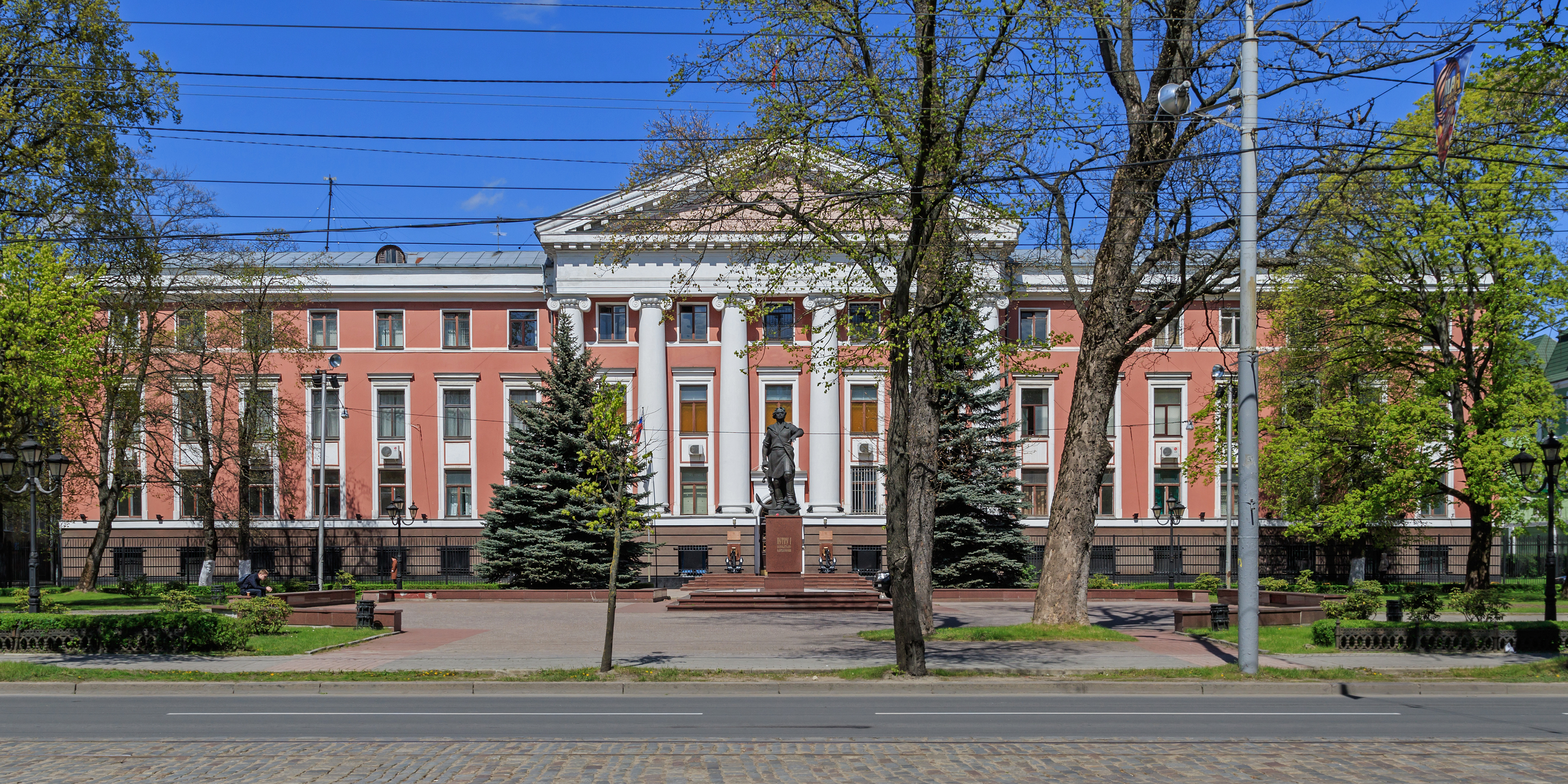
Quartier général de la flotte de la Baltique.
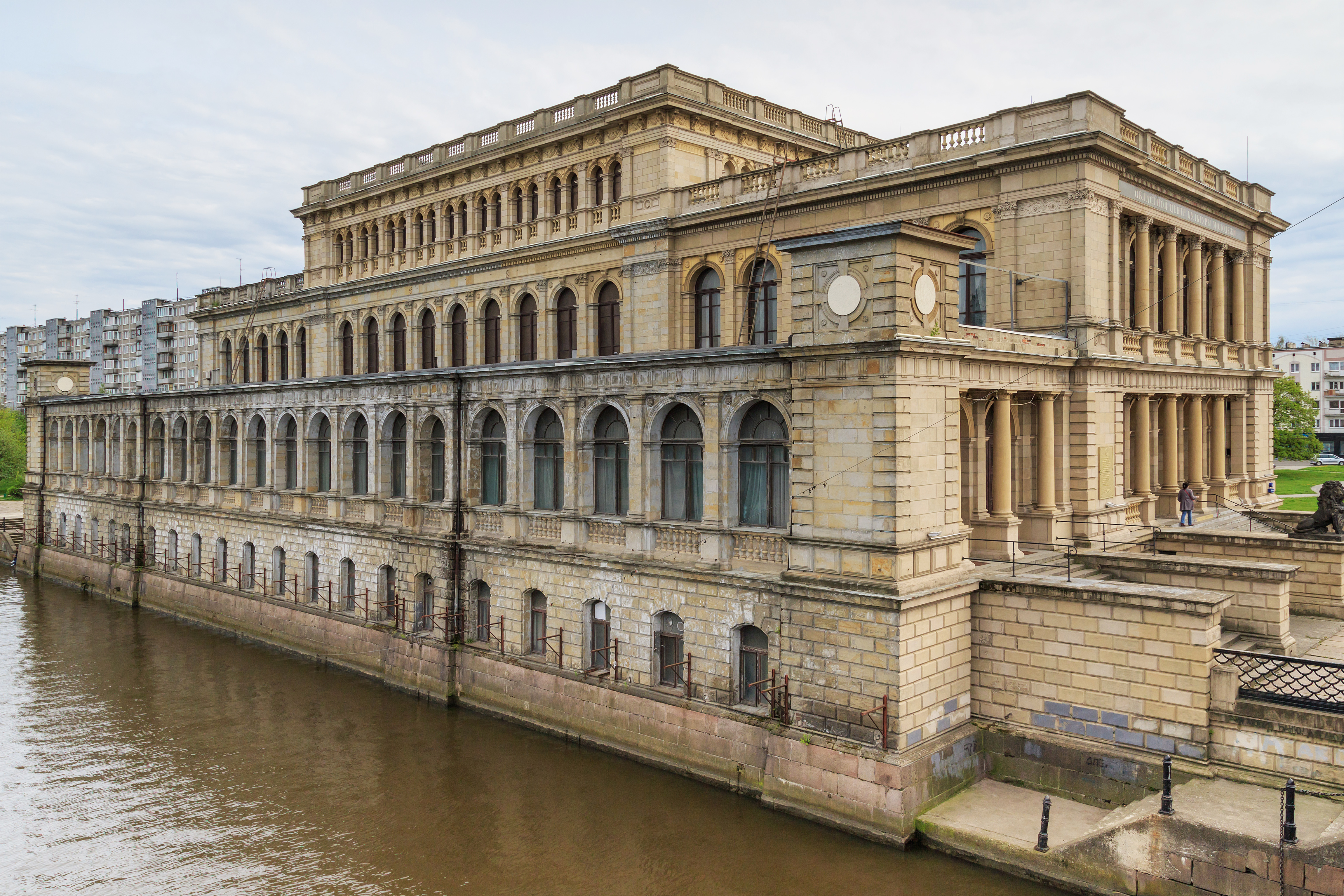
L'ancienne bourse de la ville de Königsberg.
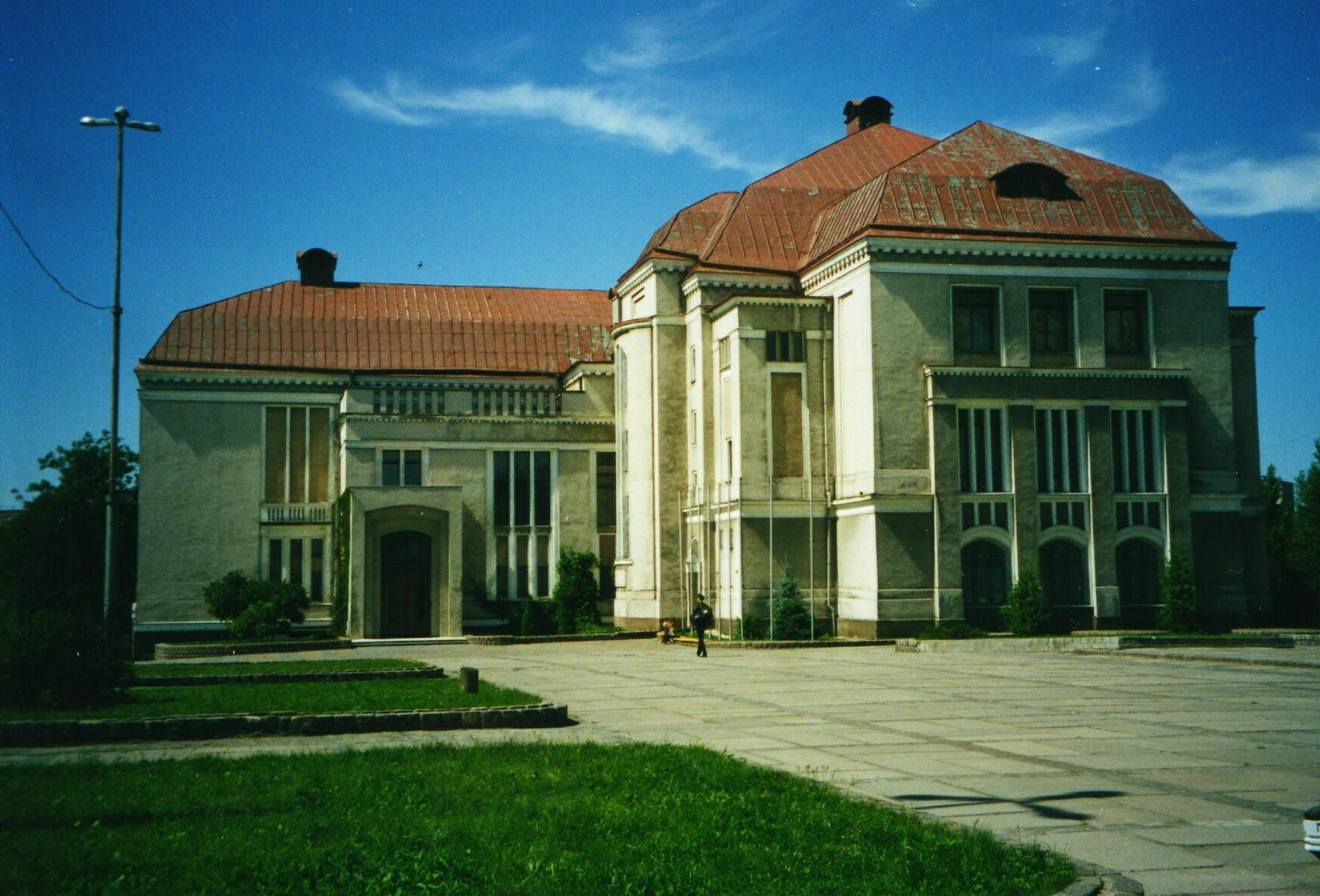
Actuel musée des Arts (ancienne mairie).

#### Monuments culturels
- Le Théâtre dramatique régional de Kaliningrad

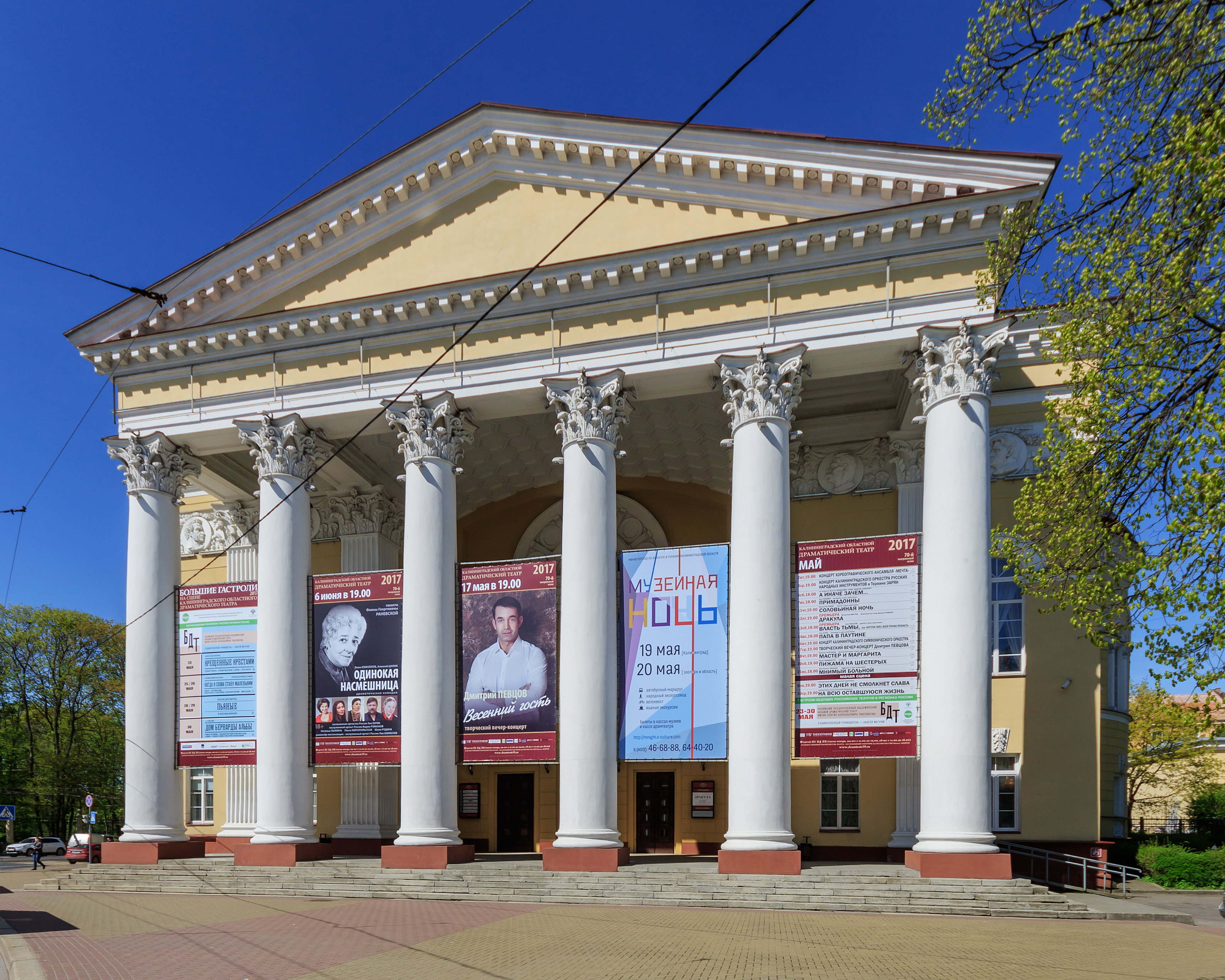
Théâtre dramatique régional de Kaliningrad.

#### Monuments religieux

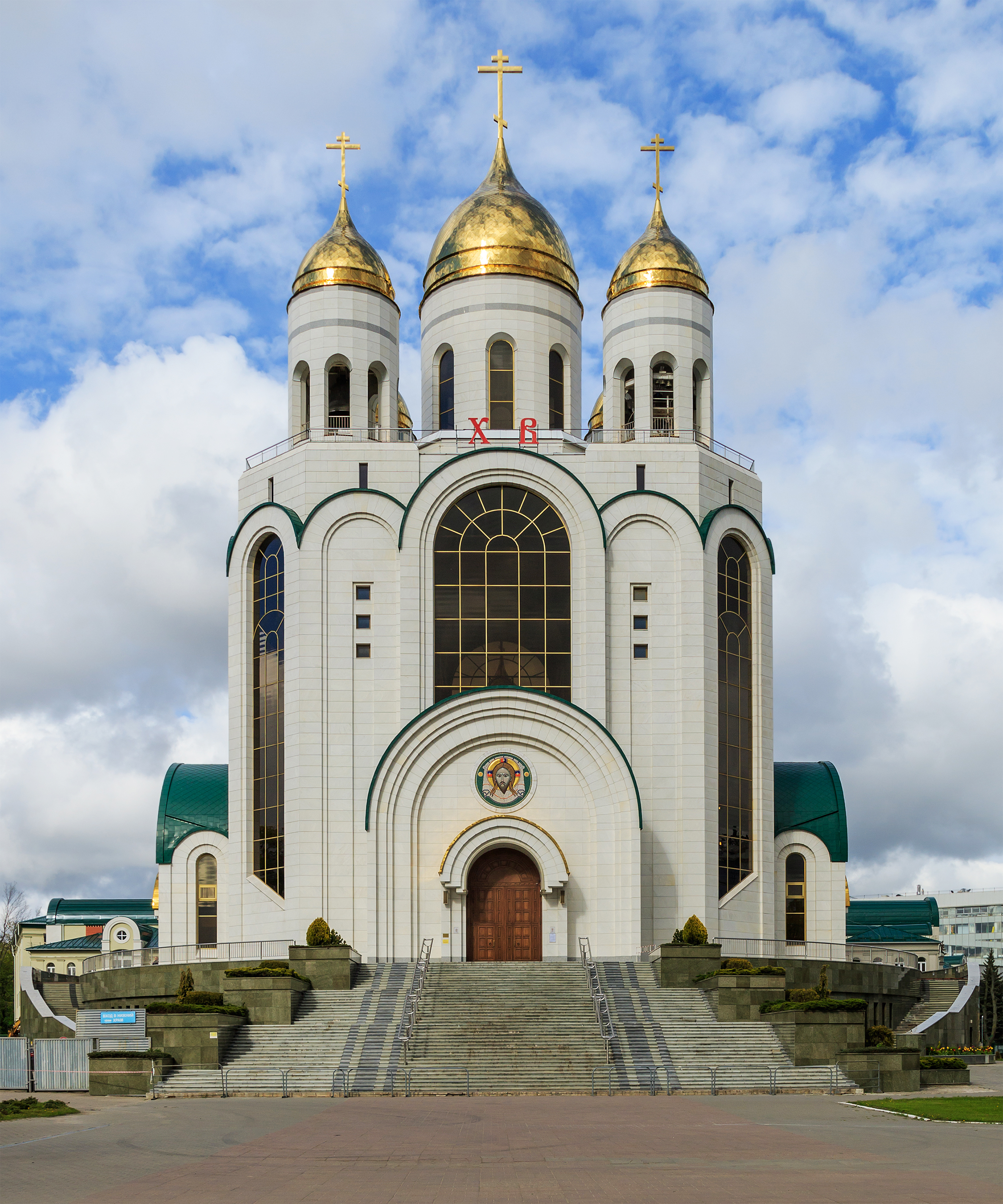
La cathédrale orthodoxe du Christ-Sauveur.
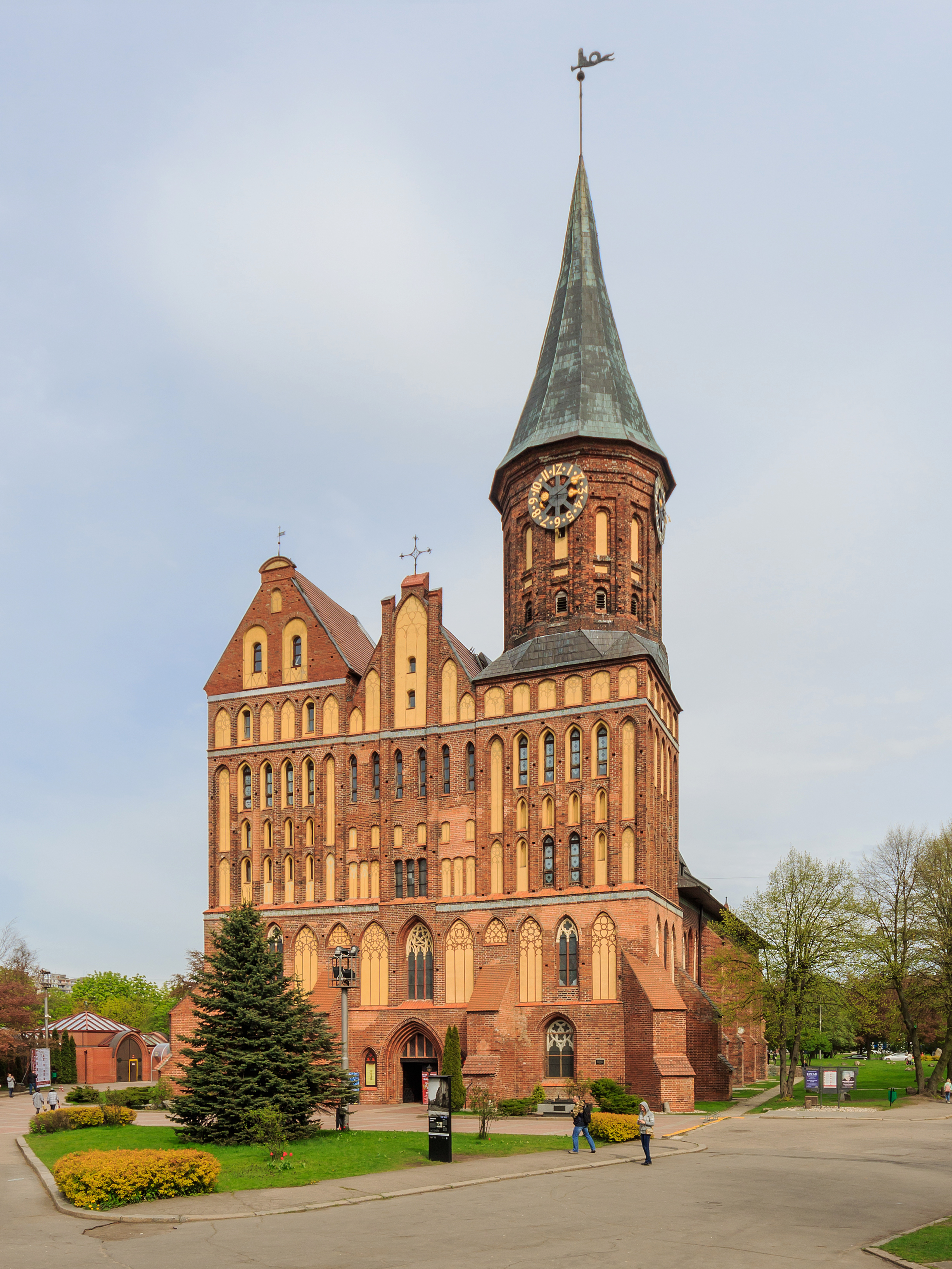
La façade occidentale de la cathédrale de Königsberg.
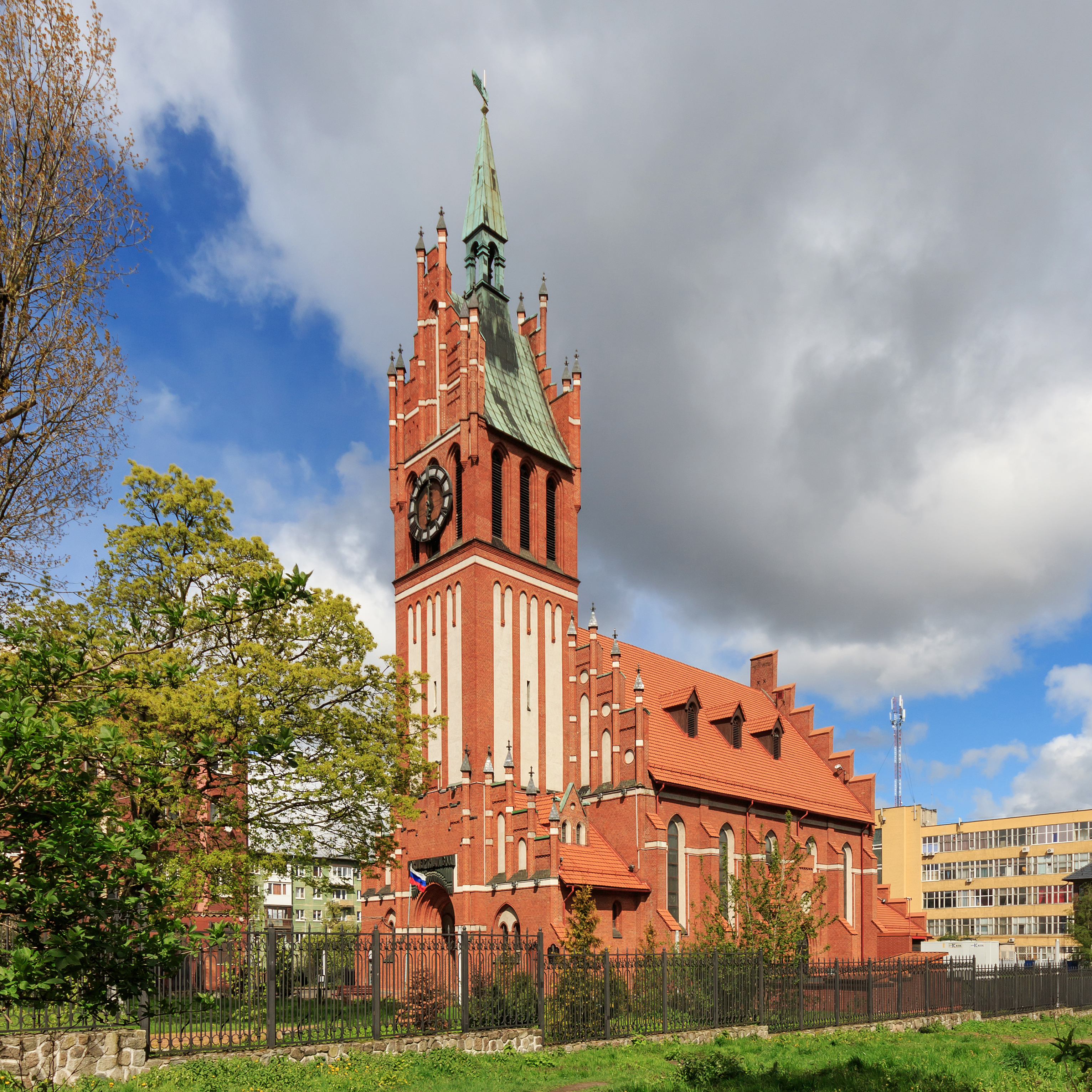
Église de la Sainte-Famille.
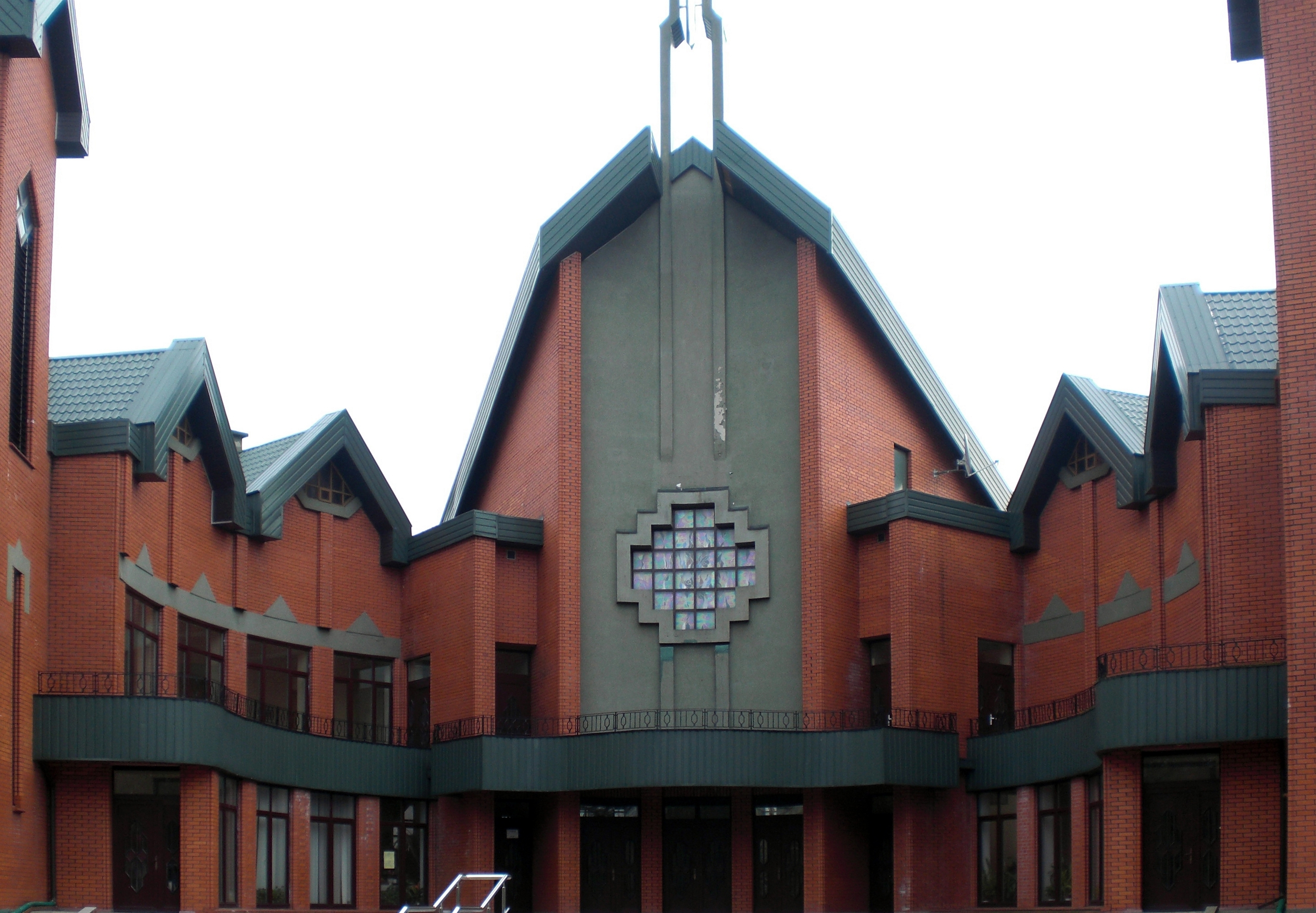
église luthérienne de la Résurrection reconstruite en 2005.
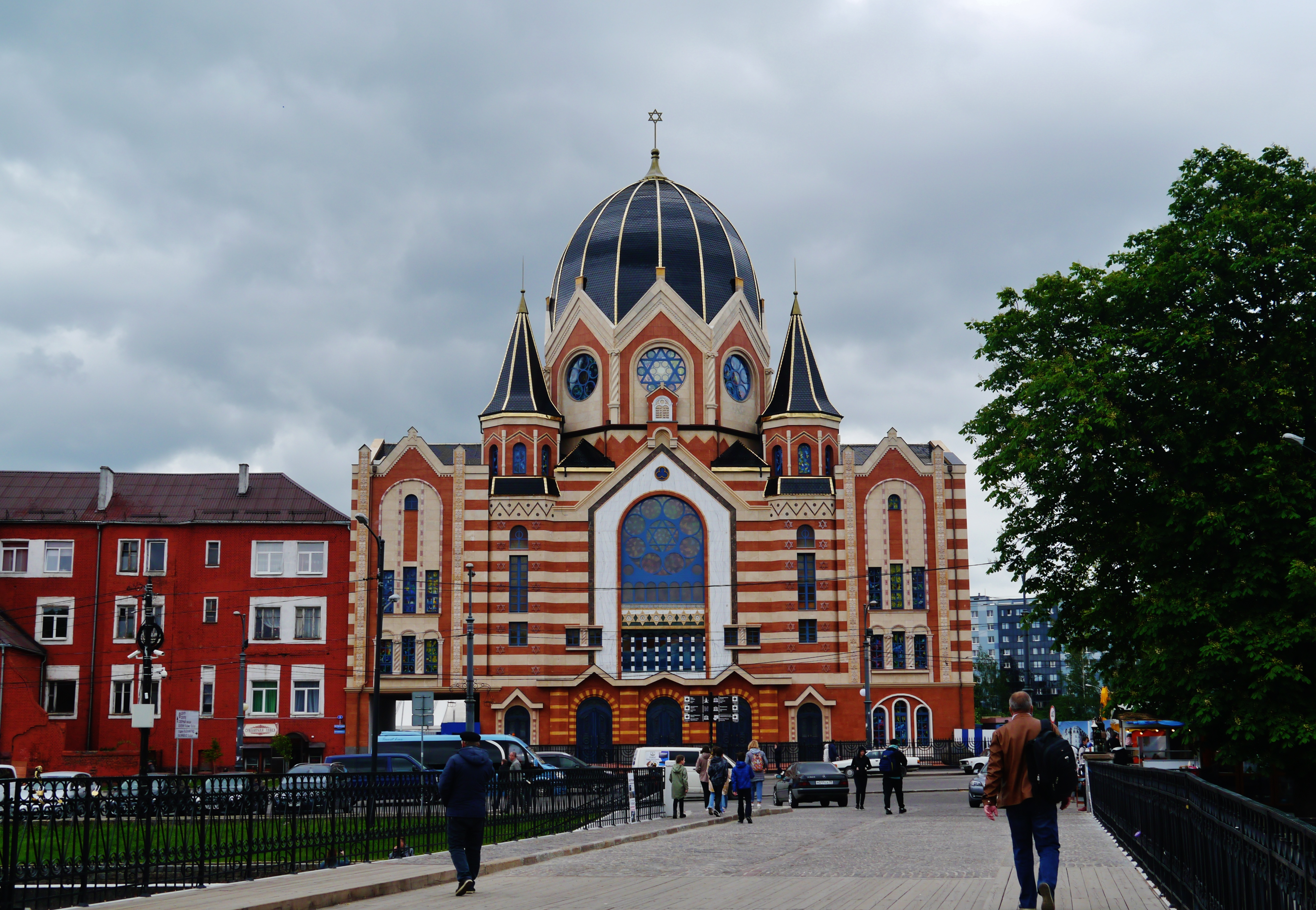
Nouvelle synagogue de Königsberg (1896-1938) (vue en 2022).

- L'ancienne cathédrale de la ville, datant du XIVe siècle, se trouve au centre-ville, sur l'île qui était appelée par les Allemands Kneiphof et qui est aujourd'hui connue comme l'île de Kant. En effet, cette île faisait partie de l'ancien quartier du centre de la ville au Moyen Âge, mais à la fin de la Seconde Guerre mondiale ce quartier a été totalement détruit, puis transformé en parc. La cathédrale est le seul bâtiment qui soit resté car les Soviétiques n'ont pas osé détruire les ruines de la cathédrale, pour la simple raison que le philosophe Emmanuel Kant y était enterré. Après la restauration des années quatre-vingt-dix, la cathédrale fonctionne maintenant comme un centre culturel avec un musée et des salles de concert et il existe à l'intérieur une petite chapelle luthérienne et une petite chapelle orthodoxe. Elle abrite un grand orgue remarquable[123].
- La cathédrale du Christ-Sauveur, qui est la cathédrale moderne orthodoxe de la ville, a été achevée en 2006 et se trouve sur la place de la Victoire.
- L'église de Juditten construite en 1288, située alors à Juditten par les chevaliers teutoniques
- Il y a aussi plusieurs anciennes églises allemandes qui datent surtout de la seconde moitié du XIXe siècle et de la première moitié du XXe, comme l'église de Rosenau et l'église de la Sainte-Famille réputée pour son orgue.
- Église de la Résurrection
- Nouvelle synagogue de Kaliningrad (la synagogue a été re-consacrée le 11 août 2018).

#### Fortifications
Aujourd’hui, une partie des anciennes fortifications est encore debout.

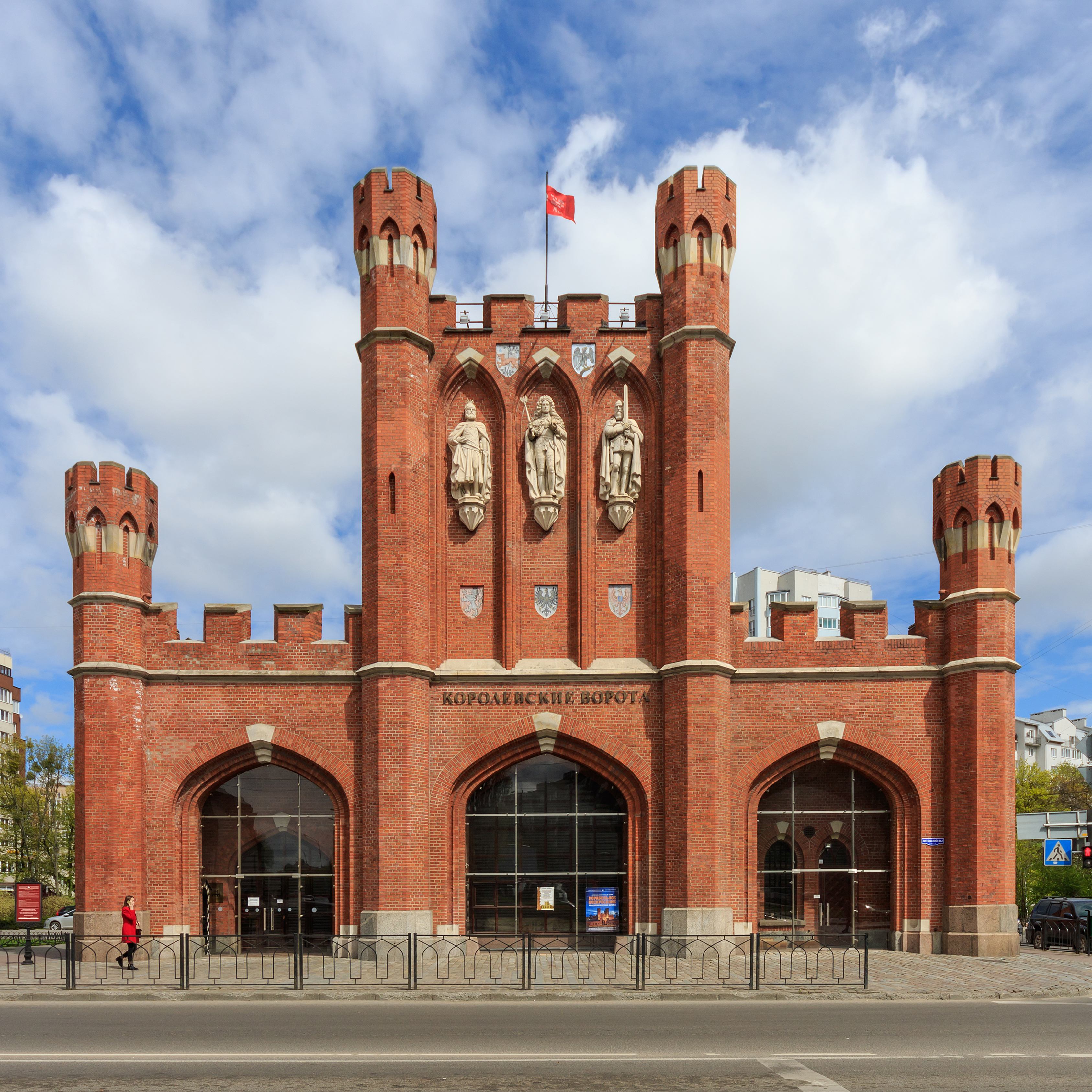
La Porte Royale.
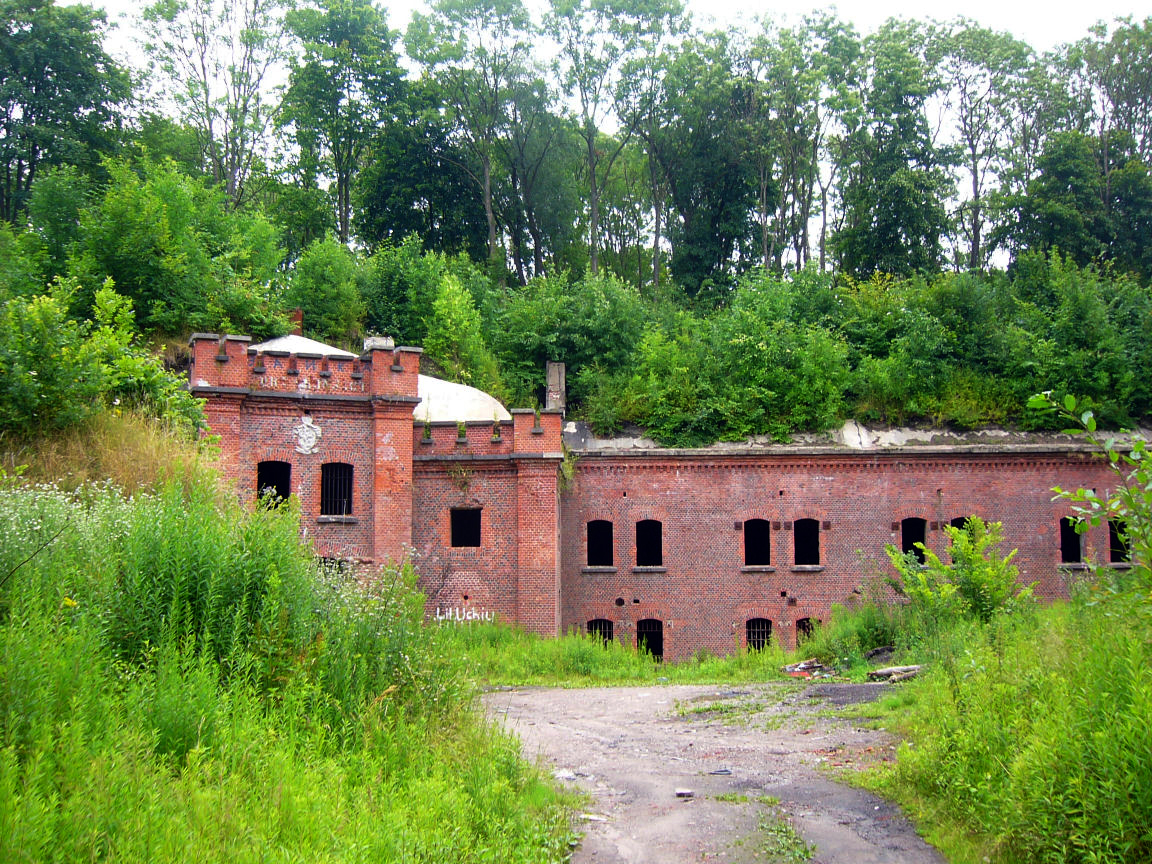
Fortin n° II, dit Bronsart bei Mandein.
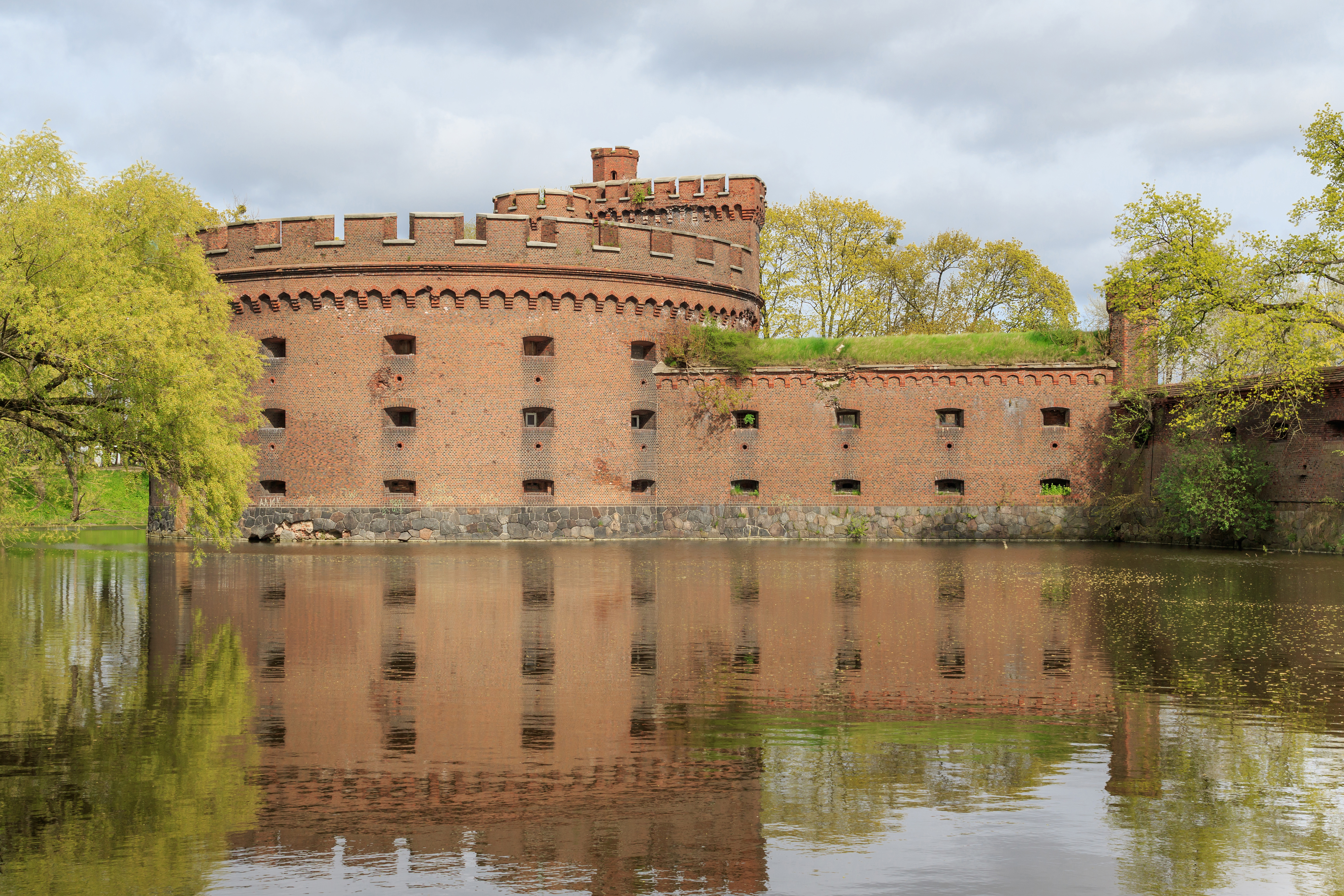
La tour Wrangel.
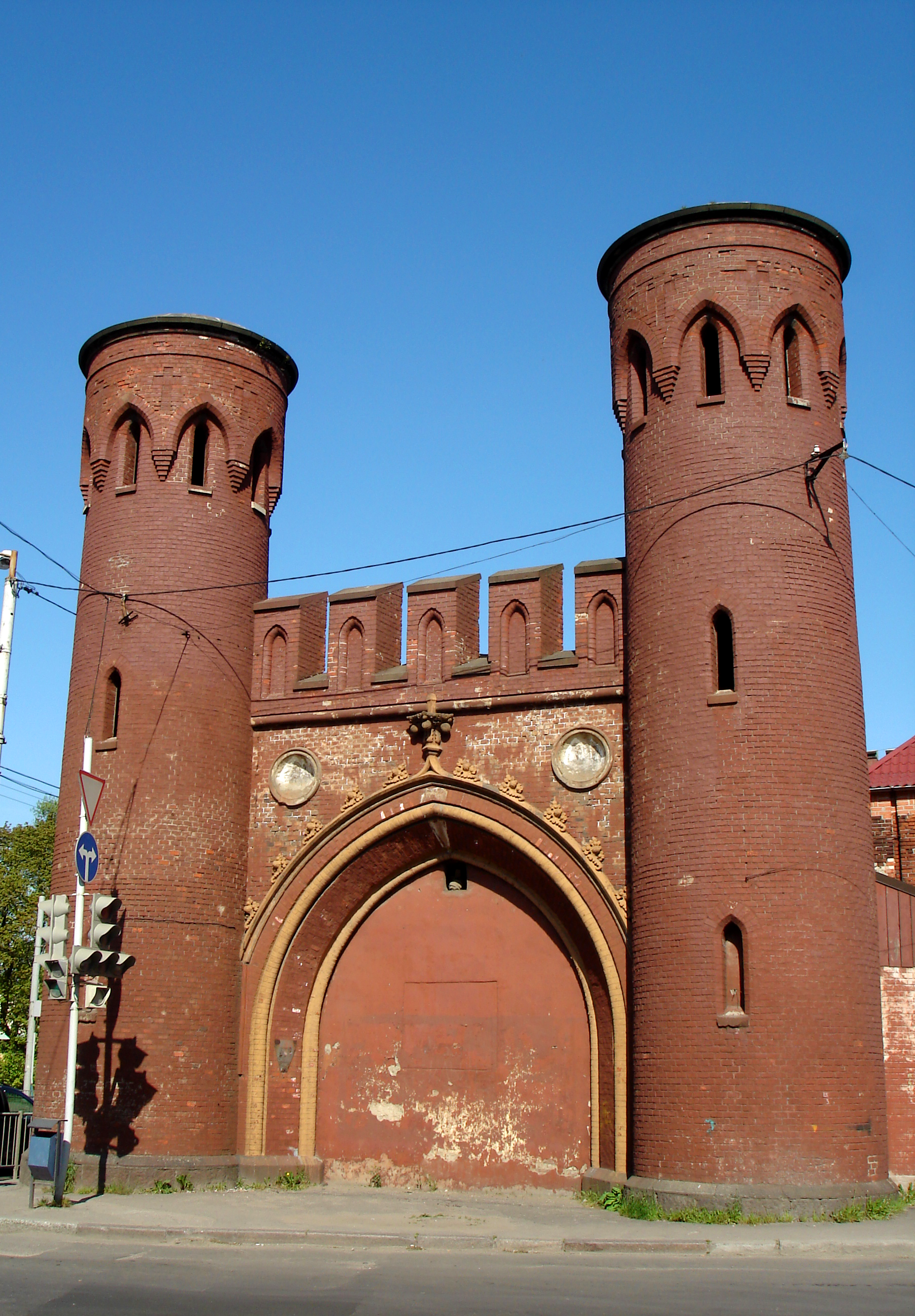
La porte de Sackheim.

Les fortifications du deuxième entourage
Le deuxième entourage comporte des bastions, demi-lunes, portes ville, etc. et a été construit au milieu du XIXe siècle. Vers le début du XXe siècle, ce système de défense était devenu obsolète et empêchait le développement de la ville. C'est pourquoi on l'a partiellement démoli en 1910.
Les parties les plus connues du deuxième entourage subsistant aujourd'hui sont :
- Les sept portes de la ville néogothiques, dont la Porte Royale (Königstor) est la plus célèbre. Elle a d'ailleurs été choisie comme symbole des célébrations du 750e anniversaire de la fondation de la ville en 2005. La Porte Royale et la Porte de Friedland sont aujourd'hui des musées.
- Les tours Dohna (où se trouve le Musée de l'ambre) et Wrangel.
- La caserne fortifiée Kronprinz.
- Les bastions Sternwarte et Grolman.

L’entourage des fortins
L'entourage des fortins a été construit dans les années 1870. Il consiste en douze grands fortins et cinq petits. Tous les fortins ont été préservés, mais ils ne sont pas ouverts aux touristes.

### Musées

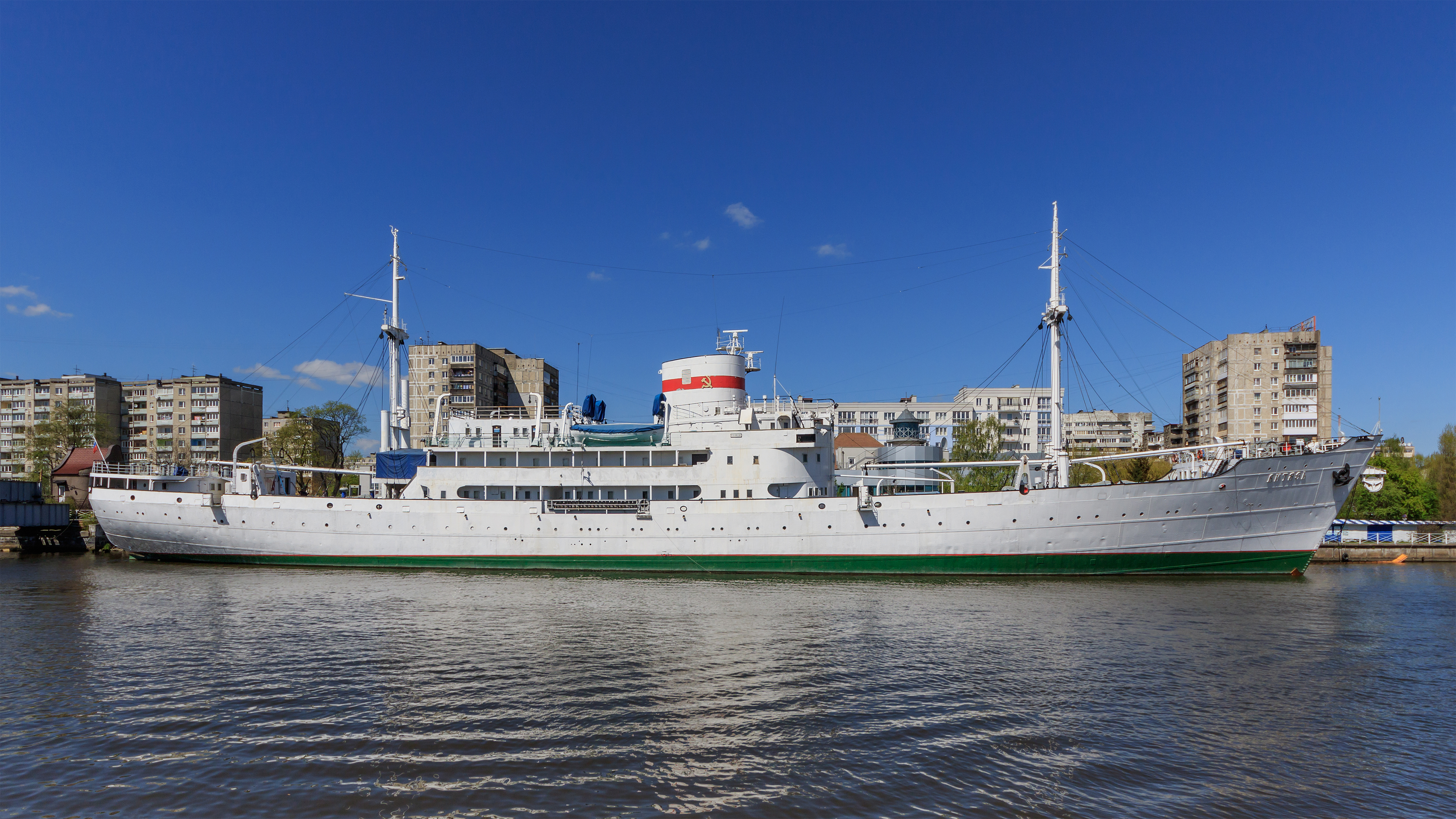
Bateau Vitiaz au musée océanographique.

La ville possède cinq musées et quelques filiales. Les musées sont :
- Musée d'art et d'histoire (Калининградский областной историко-художественный музей)
- Musée de l'ambre (Музей янтаря), situé dans la tour ancienne Der Dona
- La galerie d'art (Калининградская художественная галерея)
- Musée océanographique (Музей Мирового океана), avec trois bateaux et un sous-marin
- Musée Porte de Friedland (Фридландских воротах) avec de nombreux objets anciens (couverts, récipients, plaque de nom des rues, etc.)
- Musée des fortifications et du génie militaire (Калининградский негосударственный музей фортификации и военной техники) (artillerie, etc.), situé dans le fort no 5, une des quinze anciennes casernes de la ville.

### Sites d’attraction touristique
En 2018 le stade Kaliningrad Arena a été construit sur les rives de l’île Oktiabrski, à proximité immédiate du quai de la rivière Staraïa Pregolia. La capacité du stade est 35 000 places.

## Quelques personnalités de Kaliningrad
- Emmanuel Kant y est né le 22 avril 1724 et il y meurt le 12 février 1804.
- E.T.A. Hoffmann, écrivain romantique et compositeur allemand, y est né le 24 janvier 1776
- David Hilbert (1862-1943), mathématicien allemand.
- Ivan Missane (1903-1980), lieutenant-général soviétique, commandant du 103e corps d'infanterie pendant la bataille de Königsberg.
- Bernd Kannenberg (1942-2021), athlète allemand, champion olympique du 50 km marche.
- Anatoliy Beloglazov (1956-), lutteur russe, champion olympique.
- Sergey Beloglazov (1956-), lutteur russe, champion olympique (frère jumeau du précédent).
- Aleksandra Iakovleva (1957-2022), actrice russe.
- Lioudmila Poutina (1958-), femme du président russe Vladimir Poutine jusqu'en 2013.
- Dimitri Karbanenko (1973-), gymnaste russe.
- Andrejus Zadneprovskis (1974-), athlète lituanien spécialiste du pentathlon moderne.
- Tanja Mihhailova (1983-), chanteuse et actrice russo-estonienne.
- Anastasia Nazarenko (1993-), gymnaste rythmique russe.
- Anastasia Kvitko (1994-), mannequin, business woman.